# Justinien II
Vous lisez un « article de qualité » labellisé en 2025.
Justinien II (latin : Flavius Justinianus Augustus, grec : Ιουστινιανός Βʹ), né vers 668 et mort le 4 novembre 711, dit Rhinotmète — latin Rhinotmetus (ὁ Ῥινότμητος « Nez coupé ») —, est un empereur byzantin ayant régné entre 685 et 695, puis entre 705 et 711. Il est le fils de Constantin IV et de sa femme Anastasie, et le dernier représentant ayant régné de la dynastie des Héraclides.
Très jeune, il est traité comme l'héritier du trône de son père. Il lui succède à seize ou dix-sept ans, dans un Empire confronté à de multiples menaces extérieures. Il s'impose comme un souverain énergique mais parfois brutal et prompt à certaines décisions hâtives. Il profite des désordres internes aux Omeyyades pour reprendre un peu de terrain en Orient. Il est sur la défensive après une grave défaite à la bataille de Sébastopolis en 692. Dans les Balkans, il stabilise la situation autour de Thessalonique, et ne reprend guère de terrain aux Slaves et aux Bulgares.
Sur le plan intérieur, il se distingue par une politique fiscale agressive et des réformes parfois hostiles à l'aristocratie. Il est connu pour sa réforme monétaire, qui fait figurer le Christ sur les pièces de monnaie. Il porte de l'intérêt aux questions religieuses et organise le concile in Trullo en 692, qui attise les dissensions avec la papauté et confirme le déclin de l'influence impériale en Italie. Renversé en 695 par une coalition hétéroclite menée par le général Léonce, il est mutilé et exilé en Crimée.
Il revient au pouvoir grâce à une alliance avec les Bulgares en 705. Son second règne est dépeint par des chroniqueurs byzantins souvent hostiles, comme une ère de violence et de vengeance. Il ne parvient pas à rétablir sa légitimité alors que la pression des Arabes se fait toujours plus intense en Asie mineure. Contesté à Ravenne malgré sa réconciliation avec le pape Constantin, il est renversé par un soulèvement parti de la cité de Chersonèse en Crimée, en 710-711. Mené par le général arménien Philippicos, ce soulèvement s'achève avec l'exécution de Justinien et de son fils, Tibère, qui plonge l'Empire dans une ère troublée de coups d'État et de guerres civiles, jusqu'en 717. Alors qu'il est dépeint comme tyrannique, les historiens modernes s'efforcent de pondérer l'appréciation de son règne, sans contester les défauts et les limites de sa politique.

## Sources

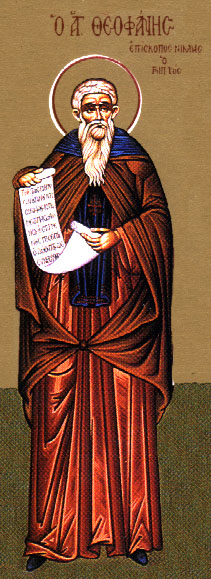
Icône représentant Théophane le Confesseur, principale source presque contemporaine du règne de Justinien II, qu'il critique vivement.

### Perspectives byzantines

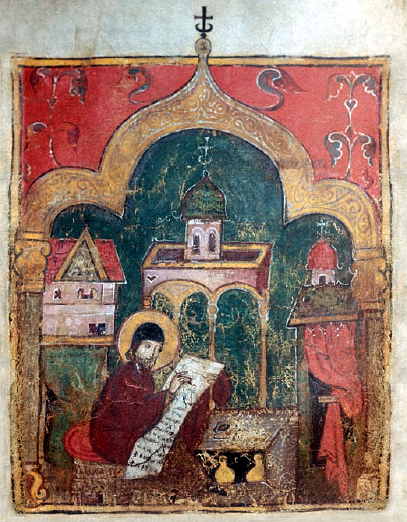
« Georges le Moine au travail », miniature russe du XIVe siècle. Plus tardif que Théophane, son récit du règne de Justinien II s'en rapproche grandement.

Le règne de Justinien II intervient au cours d'une période de crise profonde de l'Empire byzantin. Ce dernier est confronté à des invasions de grande ampleur et à une rétraction significative de son aire d'influence. Cette crise politique s'accompagne d'un déclin de la production littéraire, y compris des chroniques historiques : celles qui ont pu être composées lors de son règne n'ont pas été préservées. C'est le cas de celle de Trajan le Patricien. Il est le seul historien connu de cette époque, mais son témoignage semble particulièrement hostile à Justinien.
Cette rareté des écrits est souvent soulignée comme le principal obstacle à une bonne compréhension de son règne. La principale source pour appréhender cette époque est la Chronique de Théophane le Confesseur, composée plusieurs décennies après la mort de Justinien II. Il est d'ailleurs probable qu'il a repris des écrits aujourd'hui disparus, possiblement plus contemporains de Justinien II, comme la Chronique de Théophile d'Édesse ou bien la chronique de 720, perdue mais en partie recopiée par d'autres, parfois attribuée à Trajan. Certains historiens ont surnommé cette dernière la chronique de Justinien : ils considèrent que son règne en constitue le sujet principal,. La Chronique de Théophane est une source indispensable pour la période du règne de Justinien II, mais sa fiabilité doit être évaluée avec prudence et sa chronologie est parfois erronée. L'interprétation moralisatrice et le biais anti-Justinien de Théophane ont influencé durablement la perception de cet empereur, contribuant à construire une légende noire autour de sa personnalité et de son règne.
Le patriarche Nicéphore Ier de Constantinople a composé un Breviarium qui peut servir de contrepoids au récit de Théophane. Cet ouvrage est plus concis, plus neutre par rapport à Justinien II, sans l'épargner pour autant. Il est précieux dans l'appréhension de la politique religieuse de l'empereur. Georges le Moine, qui écrit encore quelques décennies plus tard, reprend généralement la narration de Nicéphore ou de Théophane, tout en l'amendant parfois, ce qui laisse penser qu'il s'appuie sur la même source depuis disparue.
Pour Constance Head, l'importance de ces écrits, composés principalement au début du IXe siècle, doit être analysée au prisme de leur contexte d'écriture, soit les troubles liés à l'iconoclasme. La question des relations entre l'empereur et le clergé est alors prégnante, de même que le sujet de l'autoritarisme de certains souverains. La politique de Justinien II, parfois jugée tyrannique et peu respectueuse de l'autonomie de l'Église, devient source de fortes critiques, s'apparentant à une forme de damnatio memoriae. À ce contexte s'ajoute le fait que des écrits disparus ont été composés plutôt sous Léon III l'Isaurien. Cherchant à fonder une nouvelle dynastie et la légitimer, il a pu s'en prendre à la réputation de Justinien, dernier souverain de la dynastie des Héraclides, pour en justifier la disparition.
Quant aux écrits issus du concile in Trullo, qui apportent un éclairage sur le contexte théologique du règne de Justinien II, ils sont relativement parcellaires au regard de l'importance accordée à l'événement et de la densité habituelle des sources liées à un concile œcuménique.

### Perspectives extérieures à l'Empire
D'autres sources extérieures à l'Empire enrichissent la connaissance du règne de Justinien. Elle font parfois appel à des écrits disparus ou non utilisés par les chroniqueurs byzantins. Parmi les textes les plus utilisés, figure le récit tardif de Michel le Syrien. Auteur oriental du XIIe siècle, il reste critique à l'encontre de Justinien, qu'il surnomme « l'Arrogant » et accuse d'être à l'origine de nombreux maux.
La chronique plus contemporaine de Paul Diacre permet d'appréhender les relations entre l'Empire et l'Italie. C'est aussi le cas des sources proches du pape telles que le Liber Pontificalis ou encore le récit d'Agnellus de Ravenne, centré sur la capitale de l'exarchat de Ravenne. Le chroniqueur arménien Ghévond offre un témoignage précieux sur le contexte général des conquêtes musulmanes et des rapports entre l'Arménie et Byzance. Souvent plus neutres, ces textes pondèrent certains jugements des chroniqueurs byzantins, par exemple sur la répression de Justinien II à son retour au pouvoir.
Les historiens arabes représent aussi des sources crédibles. La chronique d'Al-Tabari ou celle d'Al-Baladhuri sont postérieures aux événements de l'époque de Justinien mais il est possible qu'elles s'appuient sur des travaux disparus. La principale limite de ces sources reste leur traitement, souvent laconique, des affaires byzantines, au prisme des guerres avec le califat.

### Perspectives modernes
Les analyses plus modernes du règne de Justinien II oscillent entre la prise en compte plus ou moins littérale des sources byzantines et la recherche d'une distanciation vis-à-vis d'elles.
Au XVIIIe siècle, Edward Gibbon en fait un tyran extravagant. Les travaux spécifiquement consacrés à Justinien II sont peu nombreux. En 1923, l'historien français Charles Diehl lui consacre un article, qui reprend largement la vision négative des chroniqueurs byzantins. Il y dépeint la vie pleine d'aventures d'un souverain régnant dans les temps les plus tragiques de l'Empire byzantin. Il dit de sa vie que « peu de romans d'aventure sont plus mouvementés et plus pittoresques que ne le fut la vie de ce souverain ; et si Justinien II fut un des monstres les plus authentiques qui se soient assis sur le trône de Byzance, c'est un beau monstre aussi, et assez représentatif du temps où il vécut ». Il le décrit inexpérimenté et impulsif, surtout vaniteux et cherchant à imiter la gloire de son célèbre homonyme, Justinien Ier. Georg Ostrogorsky n'a pas un avis très différent : il dit « qu'il lui manquait le jugement pondéré et l'équilibre qui sont la marque du vrai homme d'État. Nature passionnée et impulsive, il rappelait plutôt son grand-père par sa complexion psychologique ». Il mentionne qu'il était porté par une soif inextinguible de gloire propice aux excès, tout en n'étant pas dénué de qualités et en gardant avec une claire vision des exigences de l'État.
Plus récemment, les historiens ont essayé d'enrichir l'approche du règne de Justinien II. Constance Head, première biographe du souverain, s'efforce de lire les sources byzantines avec un regard critique. En particulier, les événements du second règne de Justinien sont souvent dépeints comme une période de vengeance et de violence aveugles : elle tente de démontrer que le souverain essaie de stabiliser la situation d'un Empire en crise sur de nombreux fronts. Elle rappelle la richesse de la vie de ce souverain, déchu, exilé et empereur à nouveau, et souligne le mystère qui entoure son époque, sans nier les limites de son caractère ni ses erreurs pendant ses deux règnes. Elle souligne l'ampleur des défis de l'Empire d'alors et l'impact du traumatisme de sa mutilation sur sa trajectoire personnelle et impériale, marque de la violence de son temps. Peter Crawford reprend l'essentiel de cet avis : il constate des jugements erronés sur l'empereur et ses excès, notamment sur l'emprisonnement de ses opposants réels ou supposés, tout autant que sur ses revers. Il souligne sa détermination, qui confine parfois à l'obstination, et son désir de régénérer un Empire en crise, quitte à aller trop vite ou trop loin. Il a contribué, par ses échecs, à forger sa réputation à venir.
John Haldon, historien spécialiste du VIIe siècle byzantin a un point de vue plus critique sur Justinien II, qu'il perçoit comme despotique et arrogant, dirigeant capable mais qui ne dispose pas des qualités de compromis et de l'habileté de son père.

## Origines et jeunesse

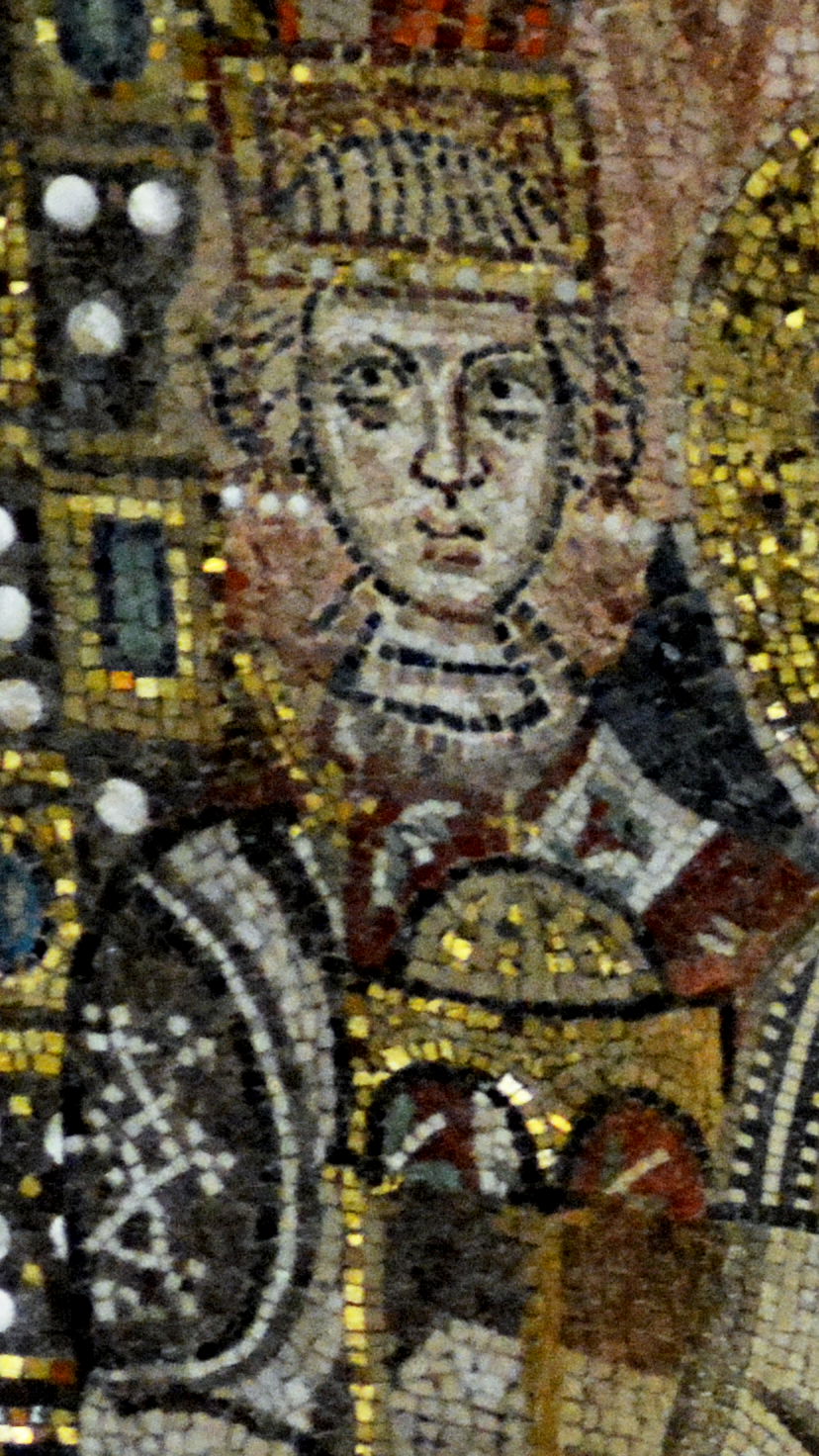
Détail représentant Justinien II jeune. Des travaux récents, notamment de Salvatore Cosentino, considèrent plutôt que ce personnage représente Théodore Calliopas, alors exarque de Ravenne.

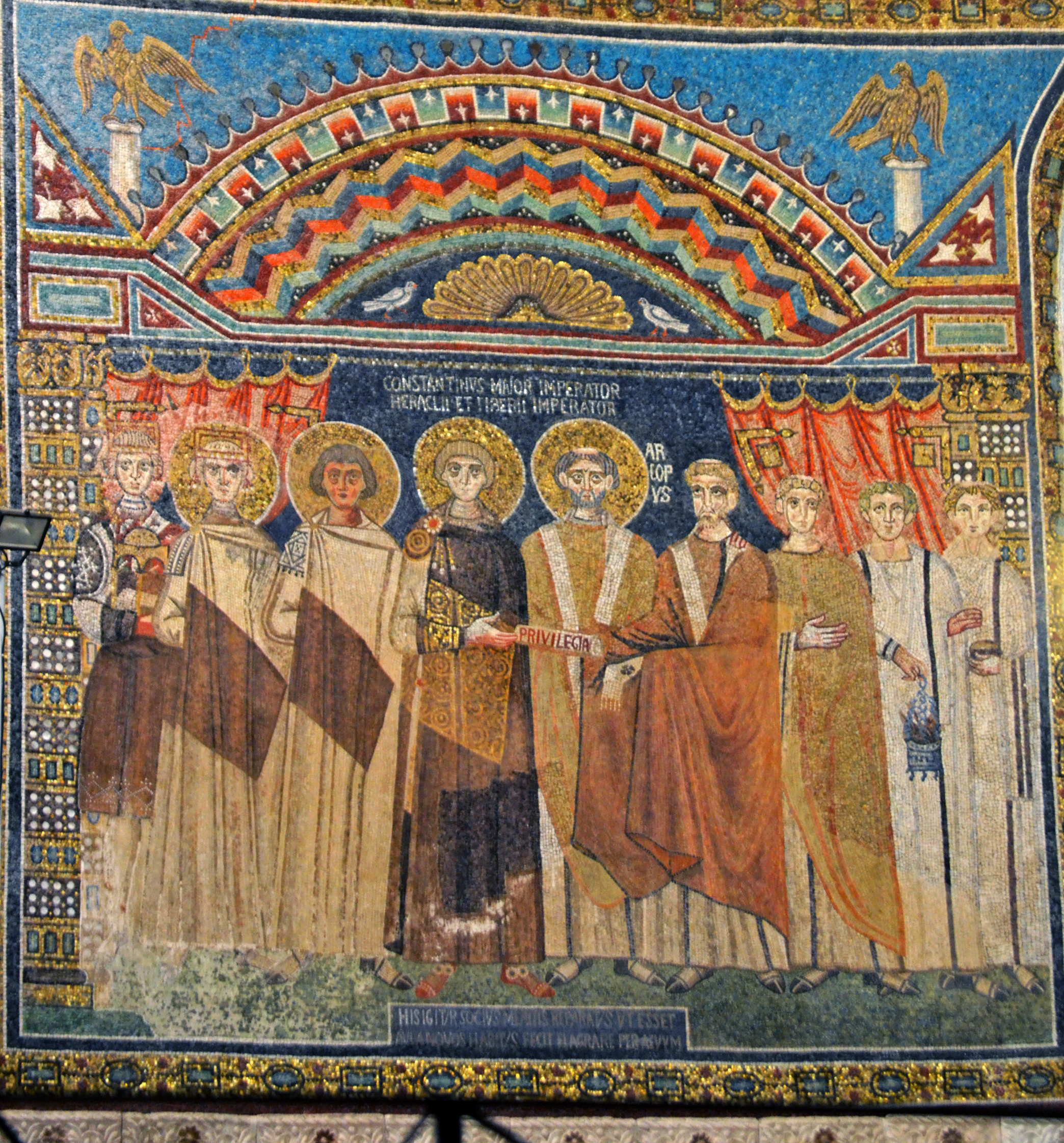
Mosaïque du VIIe siècle de la basilique Saint-Apollinaire in Classe de Ravenne, représentant Constantin IV concédant des privilèges, associé à ses deux frères et coempereurs, Héraclius et Tibère, ainsi que, possiblement, du jeune Justinin à gauche.

Justinien est un représentant de la dynastie des Héraclides. Cette dynastie, au pouvoir depuis Héraclius en 610, est parfois considérée comme la première dynastie byzantine.
Justinien est le fils de Constantin IV et d'Anastasie. Sa date de naissance n'est pas connue avec précision. Il vient probablement au monde en 668 ou 669 : Théophane le Confesseur note qu'il a seize ans à son accession au trône. Le choix du nom Justinien par son père rompt avec la tradition d'alors de nommer le fils aîné du nom du grand-père, en l'occurrence Constant II, lequel vient d'être assassiné quand Justinien naît, ce qui explique peut-être le fait de se tourner vers un autre patronyme.
L'Empire byzantin est alors confronté à de nombreuses menaces externes. L'expansion de l'islam le prive de ses possessions au Proche-Orient et en Égypte. Contraint de se replier sur l'Anatolie, l'Empire est alors sous la pression des Bulgares et des Slaves méridionaux dans les Balkans, ainsi que celle des Lombards en Italie. Constantin IV lui-même essuie des défaites, comme à la bataille d'Ongal qui permet aux Bulgares de franchir le Danube. Il obtient une paix salvatrice face aux musulmans qui échouent à prendre Constantinople.
Une tradition chypriote ferait de Justinien un natif de l'île ; une telle hypothèse apparaît hautement improbable et illustrerait surtout la popularité du personnage sur une île qu'il a essayé de protéger des incursions arabes.
En tant que fils aîné et héritier présomptif de son père, Justinien subit la rivalité de ses deux oncles, Héraclius et Tibère. D'abord associés au trône de Constantin IV, ils finiront par se révolter mais seront vaincus et subiront l'ablation de leur nez,.
Une interrogation demeure : l'association au trône du jeune Justinien. Il est souvent postulé qu'il est nommé coempereur pour sécuriser sa prétention au trône ; mais les sources sont laconiques sur ce sujet et ne permettent pas d'établir fermement ce fait. En revanche, en 684, Constantin IV envoie des cadeaux au pape Benoît II, pour cultiver de bonnes relations avec Rome. Il y joint notamment les mèches de cheveux de ses deux fils, Justinien et Héraclius. Ce geste vise à en faire les deux fils spirituels du souverain pontife. Il s'agit d'une des rares références à Héraclius, le petit frère de Justinien, peut-être mort prématurément.

## Premier règne (685-695)

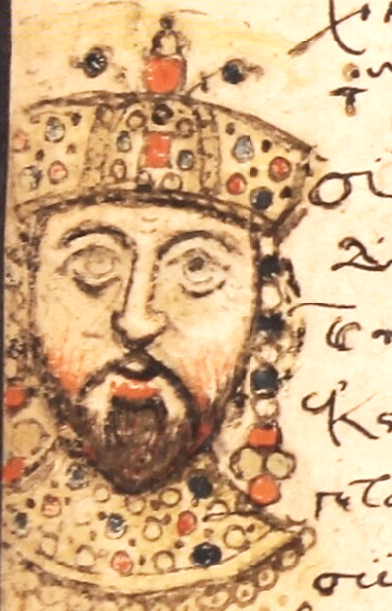
Portrait de Justinien dans le mutinensis gr. 122, manuscrit du XV.

Justinien accède au trône impérial à la mort de son père Constantin IV (vraisemblablement de dysenterie) à l'été 685, probablement le 10 juillet. Justinien est très jeune mais détient immédiatement l'effectivité du pouvoir.

### Politique extérieure

#### Les Omeyyades sur la défensive (685-692)
La guerre contre les Arabes est la priorité militaire de l'Empire byzantin depuis l'expansion de l'islam. L'Empire s'est vu imposer l'abandon de nombreuses provinces au Proche-Orient. Sous Constantin IV, Constantinople est même attaquée mais des désordres internes au califat omeyyade suspendent l'expansionnisme islamique. Juste avant sa mort en 685, Constantin IV obtient un accord très avantageux du calife Abd Al-Malik, alors contesté par d'autres prétendants. Dès son arrivée sur le trône, Justinien II veut reprendre l'offensive, sans que les détails de ses campagnes soient précisément connus.
Dès 686, il envoie en Arménie byzantine et en Ibérie, disputées jusqu'alors entre les Arabes et les Khazars, une armée chargée d'y rétablir la suzeraineté byzantine. Elle est commandée par Léonce, stratège des Anatoliques. Il installe des princes vassaux de l'Empire byzantin dans ces deux pays, pousse jusqu'en Azerbaïdjan iranien puis en Albanie du Caucase, et obtient divers tributs des princes locaux,.

Carte de l'Empire byzantin. Sous Justinien II, l'Empire ne détient plus aucune possession en Espagne et la Tripolitaine est aux mains des Omeyyades, tandis que l'Arménie est le théâtre d'une lutte féroce entre Byzantins et Musulmans.

Par ailleurs, au Liban et en Syrie, les Byzantins soutiennent plus ou moins activement les Mardaïtes. Cette communauté chrétienne conteste la suprématie musulmane. Le degré d'implication des Byzantins dans les raids menés par les Mardaïtes est beaucoup discuté. En 688, la ville d'Antioche échappe pour un temps au contrôle d'Abd al-Malik. En 689, ces succès font fléchir le calife qui révise, à l'avantage des Byzantins, le traité signé avec Constantin IV juste avant sa mort, en acceptant de partager à égalité les revenus de l'Arménie byzantine, de l'Ibérie et de Chypre.
Ce régime original, apparenté à une forme de condominium, perdure plus de deux siècles dans le cas de Chypre, et témoigne de l'équilibre qui s'instaure progressivement entre les deux empires du Proche-Orient,. En échange, l'empereur accepte le transfert des Mardaïtes chrétiens dans l'Empire. Ce sont en tout au moins douze mille hommes, apparemment avec leur famille, même si des Mardaïtes restent en territoire musulman ; Justinien II les installe dans le thème maritime des Karabisianoi et en fait des rameurs de sa flotte. Le tribut versé s'élève à 1 000 pièces d'or, auxquelles s'ajoutent un cheval et un esclave à livrer chaque vendredi,,.
Théophane le Confesseur déplore le transfert des Mardaïtes, qui prive selon lui l'Empire d'une force capable de semer le trouble à la frontière avec les Musulmans. Le traité confirme toutefois le regain de l'Empire byzantin, après des décennies de reculs, et peut être analysé comme un succès pour le jeune Justinien. L'historien Khalid Blankinship l'évoque comme une humiliation pour Abd Al-Malik,.
Soucieux de consolider une emprise byzantine fragile dans les confins arméniens, Justinien s'y rend en personne en 688-689 et reçoit l'allégeance des seigneurs locaux. Il nomme Nersēh Kamsarakan prince d'Arménie.

#### Lutte contre les Bulgares et les Slaves (686-688)

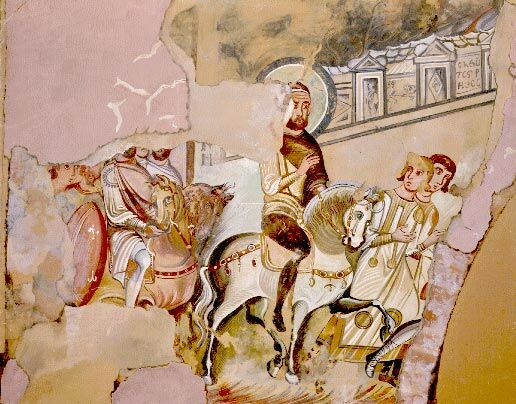
Fresque de la basilique Saint-Dimitri de Thessalonique qui pourrait représenter Justinien II à cheval. Datée d'avant l'époque iconoclaste et recouverte d'autres décorations, elle n'a été redécouverte que récemment. L'identification de Justinien II continue de faire débat.

La situation des Balkans n'est guère meilleure pour l'Empire que celle de sa frontière orientale. Depuis plusieurs décennies, la frontière du Danube a cédé sous la poussée de peuplades slaves. Ces dernières ont fondé des sklavinies, des principautés indépendantes, au sud du fleuve jusqu'en Grèce. En parallèle, depuis la bataille d'Ongal, les Bulgares contrôlent la région du Danube. La pénétration slavo-bulgare met en péril les bastions de la présence byzantine dans les Balkans, jusqu'à Thessalonique, plusieurs fois menacée par les Slaves, notamment lors du siège de 676-678. Vers 688, Justinien II décide de mater ces derniers par une démonstration de force de sa cavalerie. Il fait campagne en Thrace et se rend jusqu'à Thessalonique. Là, il soumet 30 000 Slaves (le nombre fait débat) qu'il déporte en Bithynie. Il semble également les avoir christianisés puisqu'il est fait référence, quelques années plus tard, à un évêque de Gordoserba, qui pourrait être celui d'un des établissements slaves d'Anatolie. Par ce mouvement, il entend à la fois consolider la présence byzantine autour de Thessalonique et renforcer les défenses anatoliennes en leur adjoignant un contingent de forces slaves.
Justinien semble avoir joui d'une postérité favorable à Thessalonique. Constance Head émet l'hypothèse que d'anciennes fresques découvertes dans la basilique Saint-Dimitri de Thessalonique pourraient dépeindre l'arrivée de Justinien II dans la cité. Un fragment de mosaïque découvert sur un reliquaire de la basilique pourrait faire référence à Justinien, demandant l'aide de Démétrios de Thessalonique pour vaincre ses ennemis. Ce fragment, datant de l'ère Paléologue, attesterait de la permanence de son souvenir. Enfin, un édit datant du règne de Justinien attribue une saline, jusque-là propriété de l'État, à l'église Saint-Dimitri de Thessalonique, possiblement en retour de l'aide qu'aurait apporté ce saint à la campagne de Justinien,. Par cet acte, Justinien crée un lien entre ses succès militaires et la légitimité divine de son pouvoir.
Il ne reconquiert pas véritablement de territoire mais consolide le thème de Thrace. Il est parfois crédité de la création de ce thème par les historiens. Théophane rapporte qu'il aurait échappé de justesse à la mort, lors d'une embuscade tendue par les Bulgares sur le chemin du retour. Cela est probablement erroné dans la mesure où aucune autre source, en particulier Nicéphore de Constantinople, ne confirme ce fait,.

#### Revers face aux Omeyyades (692-695)
Les hostilités sont rouvertes par Justinien en 692, alors qu'Abd Al-Malik est en passe de sortir victorieux de la guerre civile qui a miné son début de règne. Les historiens s'interrogent sur cette décision de Justinien, les conditions favorables liées à la division interne au califat n'étant plus d'actualité. Pour Théophane le Confesseur, le paiement du tribut dans une monnaie différente de la nomisma byzantine a provoqué l'intervention de l'empereur, mécontent de voir apparaître le dinar arabe. L'historien moderne Ralph-Johannes Lilie propose une autre interprétation : cette reprise de la guerre voulait prévenir une attaque à venir d'un califat ragaillardi. Son choix de déporter une partie de la population chypriote sur le continent aurait été mal interprétée par Abd al-Malik. Il l'aurait vue comme contraire au principe de cosouveraineté sur l'île, ainsi que comme une perte des ressources fiscales. L'empereur, prenant conscience de sa difficulté à protéger la population byzantine de l'île, choisit de la déporter sur le continent, malgré le risque de nombreuses victimes. Les survivants sont installés principalement en Bithynie ou au sud de l'Asie Mineure, dans une ville nouvelle, nommée  Nea Justinianopolis,.
Pendant l'été 692, l'empereur se met personnellement à la tête d'une armée ; y sont intégrés, pour la première fois, ses mercenaires slaves, sous leur propre commandant, Néboulos. Il n'est pas arrivé à la frontière qu'une armée arabe, envoyée par le calife, a pénétré en territoire byzantin. La rencontre a lieu près d'une ville qui n'est pas identifiée avec certitude, appelée Sébastopolis. Les Byzantins semblent avoir le dessus lorsque les Slaves, Néboulos à leur tête, passent à l'ennemi. Ils auraient reçu, dit-on, de l'argent et des promesses du général arabe Muḥammad ibn Marwān. À cette vue, les Byzantins se débandent. Les Arabes se retirent alors sans pousser leur avantage. Selon Théophane le Confesseur, Justinien se venge des Slaves : il fait massacrer ou vendre en esclavage ceux qui ne sont pas partis avec les Arabes ; il fait également arrêter Léonce, stratège des Anatoliques, le tenant pour responsable de son revers, et le fait enfermer dans un cachot à Constantinople. Ce dernier fait semble attesté, mais sa vengeance à l'encontre des 10 000 Slaves restés dans le camp byzantin est incertaine. Il est également possible qu'il ait réduit en esclavage les Slaves d'Asie Mineure. Nicéphore de Constantinople et Michel le Syrien, qui a pu exploiter d'autres documents, évoquent plutôt la désertion totale du contingent slave,.
Cette défaite marque le retour des offensives des Arabes. Ils s'emparent rapidement de la Cilicie. Après la défaite de Sébastopolis, les Arméniens, menés par Smbat VI Bagratouni, se révoltent, tandis que les Omeyyades en profitent pour reprendre le contrôle de l'Arménie.

#### La fin de l'Afrique byzantine

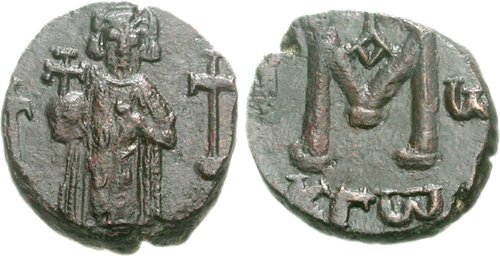
Follis de Justinien II frappée à Carthage. L'empereur est représenté avec l'orbe crucigère dans la main droite et l’akakia dans la main gauche. En dépit du déclin économique qui frappe la cité africaine, confrontée à l'expansionnisme arabe, elle continue de battre des monnaies impériales en abondance, jusqu'à sa chute. Le M désigne la valeur de la pièce, soit 40 nummi.

La lutte contre les Arabes se décline également sur un autre front : l'Afrique du Nord. L'exarchat de Carthage, qui regroupe les possessions byzantines dans la région, est sous la pression de l'expansionnisme musulman qui a déjà submergé la Tripolitaine. Alliés à certaines tribus berbères, les Byzantins parviennent à résister. En 688, cette coalition est vaincue lors de la bataille de Mammès, où périt Koceïla, influent chef berbère. Les Musulmans ne parviennent pas à exploiter ce succès et sont vaincus peu après. Leur pression sur l'Afrique byzantine devient cependant irrésistible. En 695, Justinien II, sur le point d'être renversé, ne peut envoyer de renforts en Afrique, alors que l'armée du général Hassan Ibn Numan s'apprête à submerger l'exarchat. Celui-ci tombe définitivement dès 698.

### Monnayage

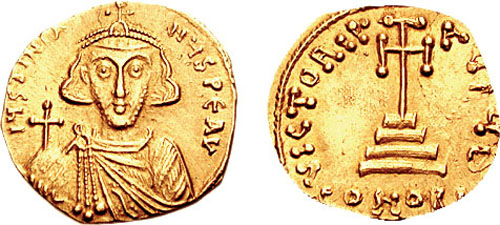
L'une des premières pièces en or (solidus) représentant Justinien II, associé à la Croix au revers, accompagnée de la mention L'Empereur victorieux. Justinien porte l'orbe crucigère, symbole du triomphe du christianisme sur le monde. L'inscription « CONOB » au bas du revers indique l'émission à Constantinople, en or pur.

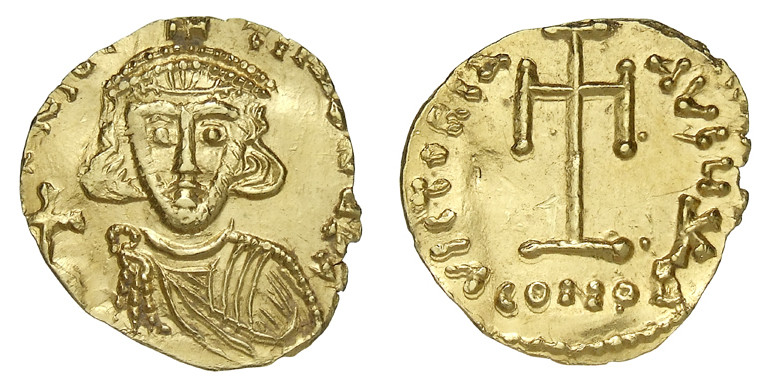
Semissis en or frappée au début du règne de Justinien II. Cette pièce vaut la moitié d'un nomisma. La mention au revers Victoria Aug se traduit par L'Empereur victorieux.

#### L'introduction du Christ

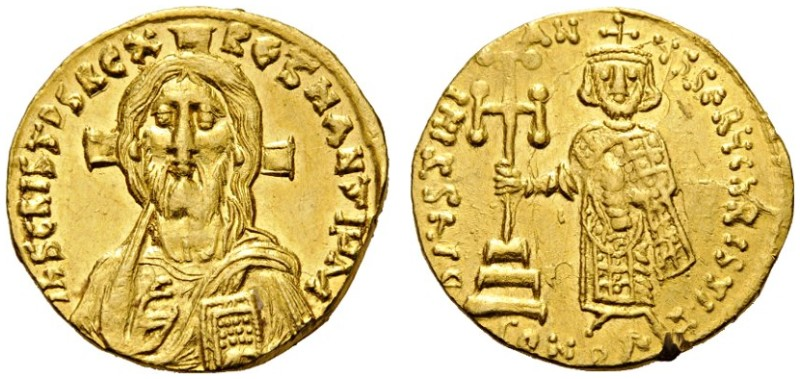
Pièce en or représentant, à gauche, le Christ dans le type en bénédiction, la main droite levée et la main gauche tenant l'Évangile, portant un pallium. Justinien, vêtu du loros, est représenté tenant une croix dans sa main droite et l’akakia dans la main gauche.

L’un des aspects les plus étudiés du règne de Justinien concerne l’émission des monnaies. Symbole fort de la puissance impériale, la frappe monétaire est un moyen d’affirmation de l’autorité du souverain, ne serait-ce que par l’iconographie adoptée et des messages qu’elle véhicule. Les premières monnaies frappées par Justinien II reprennent le type byzantin du VIIe siècle : la figure de l'empereur associée, sur les solidus (ou nomismata), à la Croix surplombant trois marches. Il est représenté sous des traits juvéniles et portant les attributs classiques du pouvoir byzantin, dont l'orbe crucigère. Rapidement, Justinien innove en représentant le Christ sur les pièces de monnaie. Pour la première fois de l’histoire byzantine, ce dernier remplace la Croix, souvent positionnée sur l’une des faces, l’autre étant occupée par la figure de l’empereur. Celle-ci demeure mais est désormais placée au revers, le Christ occupant l’avers, plus prestigieux.

#### Un lien incertain avec les monnaies musulmanes

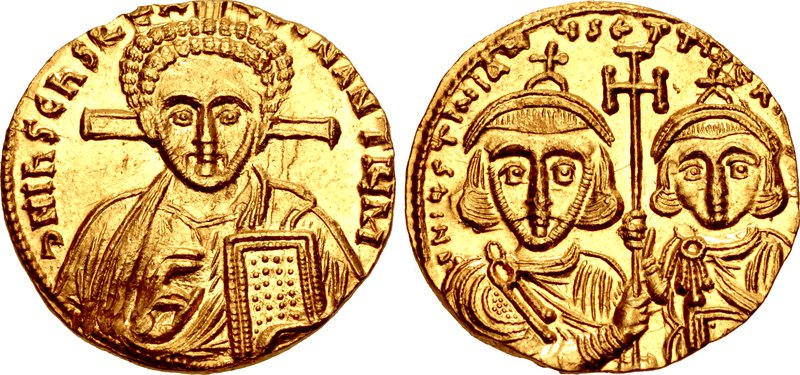
Solidus d'or du second règne de Justinien, reprenant l'image du Christ, cette fois rajeuni et aux cheveux bouclés et associant à son propre profil celui de son fils et successeur désigné, Tibère.

La date de cette évolution et les liens avec le califat des Omeyyades, qui affirme sa propre iconographie monétaire, sont débattus. Pour André Grabar, il s’agit d’une véritable guerre froide des images ; pour d’autres, ce n'est qu’une coïncidence. Les Omeyyades abandonnent sous Justinien II le style byzantin qu’ils avaient conservé pendant un temps pour leurs monnaies. La raison probable était d’assurer une continuité économique par-delà leurs conquêtes. Entre 693 et 697, Abd al-Malik positionne en lieu et place du souverain byzantin la figure d'un personnage debout à l'identité incertaine, peut-être le calife, qui tient une épée et la Shahada, profession de foi islamique. Théophane le Confesseur affirme que la raison pour laquelle Justinien II rompt le traité de paix avec Abd al-Malik est que le calife paie son tribut avec ces nouvelles pièces de monnaie et que l’empereur byzantin n'en reconnaît pas la valeur.

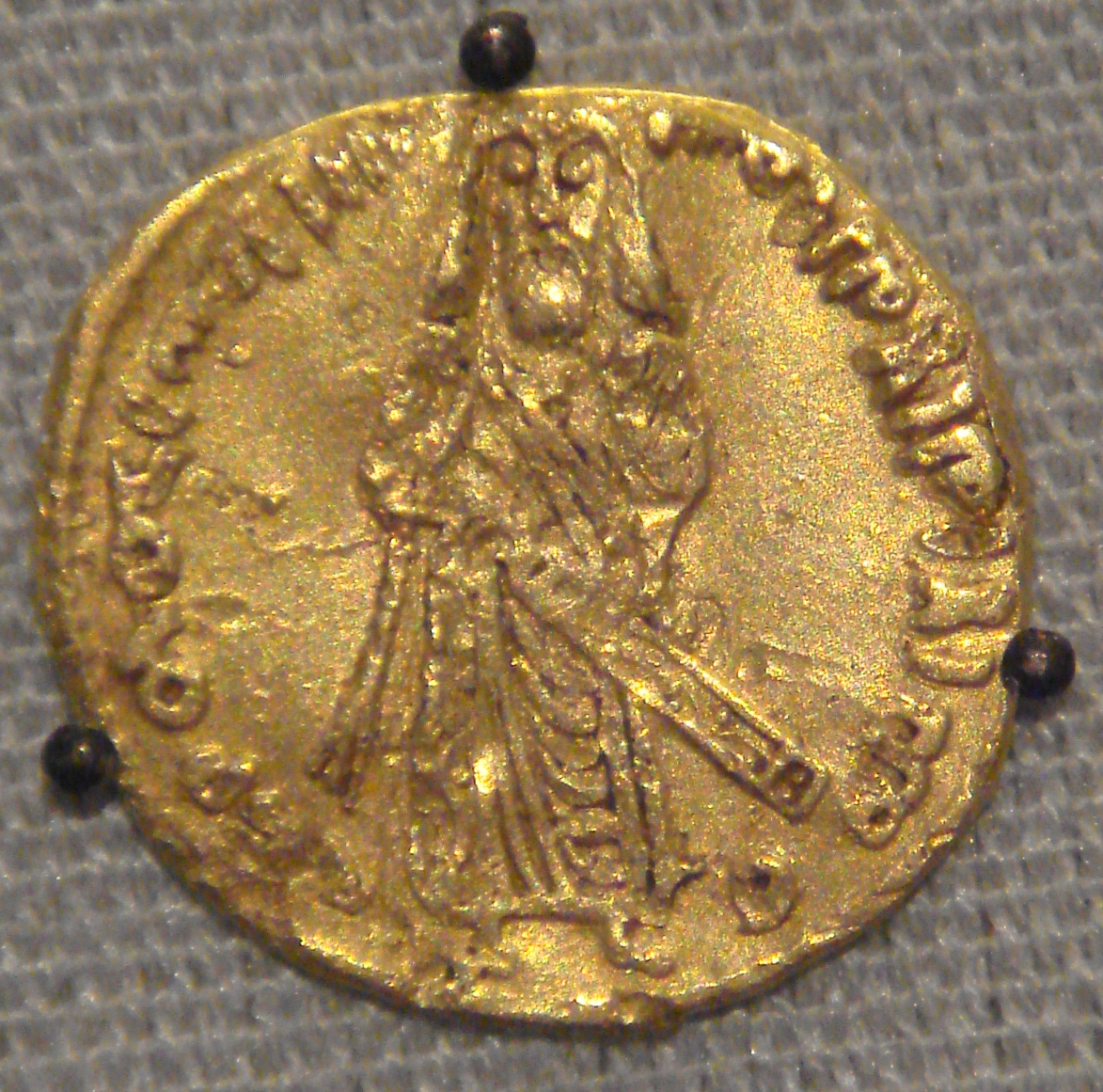
Exemple de dinar dit au calife debout, qui apparaît sous le calife Abd al-Malik et qui représente un personnage, vraisemblablement le calife, accompagné de la Chahada, rompant ainsi avec le modèle byzantin jusqu'alors reproduit sur les premières monnaies musulmanes.

L’articulation entre les évolutions monétaires byzantines et musulmanes reste débattue, tend à être relativisée, voire rejetée. L'historien Mike Humphreys estime que Justinien innove assez tôt, vraisemblablement à la Pâques 690, en s’appuyant sur l’apparence de certains sceaux impériaux qui évoluent également. La fête pascale s'accorde avec le positionnement du Christ sur les pièces de monnaie et le loros qui réapparaît comme l'habit de l'empereur sur les pièces de monnaie. Ce vêtement est étroitement associé à Pâques. Dès lors, le calife aurait réagi contre cette christianisation plus poussée de la monnaie. Au contraire, Mike Markowitz, un autre historien, considère que Justinien agit en réponse à l'audace califale. C'est ce que relate Théophane le Confesseur. Enfin, des historiens refusent d'associer les deux évolutions. Cécile Morrisson et Vivien Prigent soulignent la dynamique interne à l'Empire byzantin, qui privilégie de plus en plus les références ouvertement chrétiennes. Ils rappellent que Justinien confirme la condamnation du monothélisme et réaffirme la place du Christ dans la théologie chrétienne.

#### Sur les explications internes de l'évolution

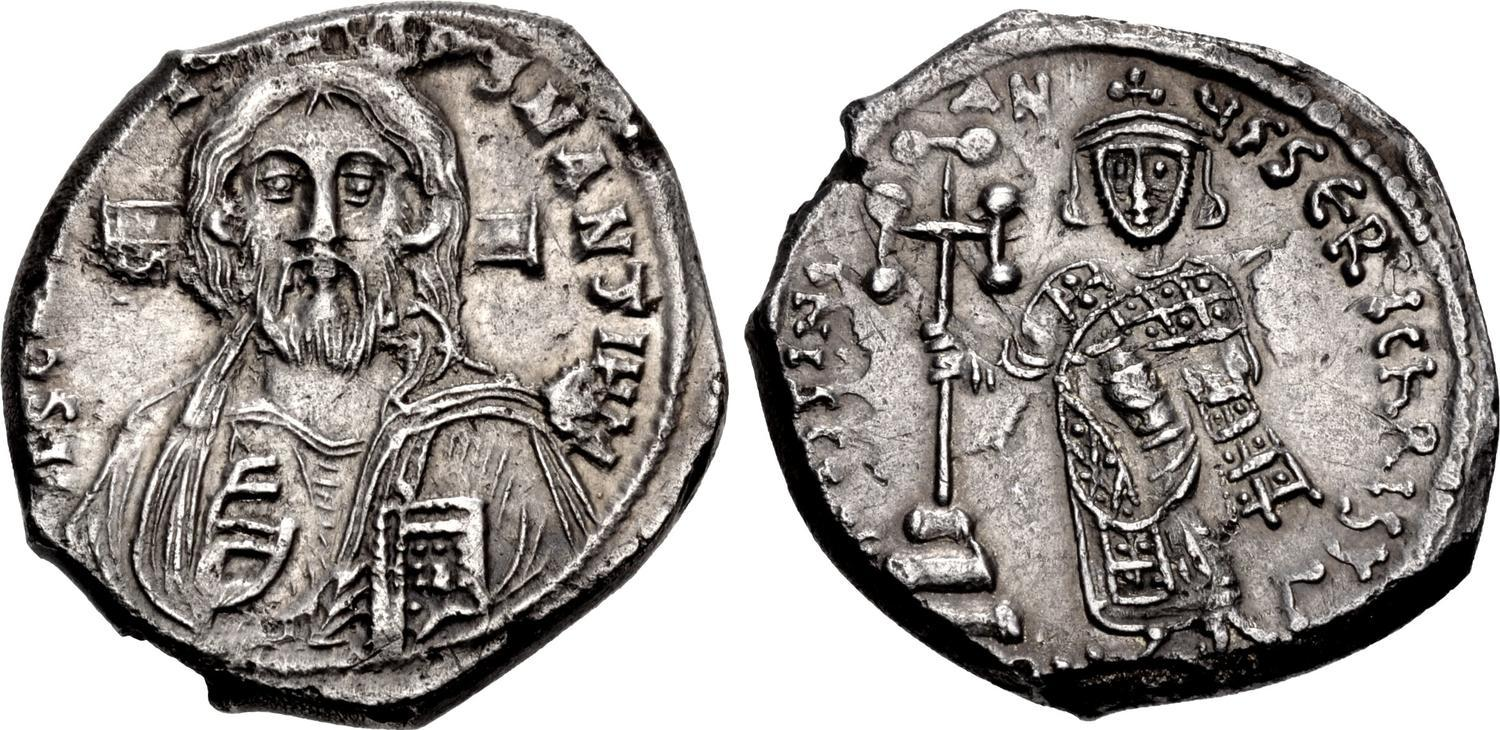
Pièce en argent (hexagramme) figurant le Christ au droit et l'empereur au revers, portant la croix dans sa main droite et l’akakia dans la main gauche.

Les historiens associent cette évolution byzantine au concile in Trullo de 692, qui valorise la représentation humaine du Christ, au détriment de représentations figurées, dont la croix. André Grabar et James Breckenridge voient dans l'évolution monétaire une conséquence ou une traduction en acte des décisions conciliaires ; d'autres comme Philip Grierson affirment que cette évolution aurait animé certains débats du concile, amené à prendre position.
La mention Servus Christi (serviteur du Christ) entourant l’empereur et celle de Rex Regnantium (roi des gouvernants) entourant le Christ, illustre le lien entre l’empereur terrestre et le Christ céleste. La figure de ce dernier évolue légèrement avec le temps. Il a d’abord l’apparence du Christ dit Pantocrator, en majesté, la main droite dans un geste de bénédiction et la main gauche tenant l’Evangile, la chevelure flottante. Vers le deuxième règne, son visage évolue : apparence plus jeune, cheveux bouclés, similaire à celle dépeinte dans les Évangiles de Rabula, avec l'ajout de la mention Pax. James Breckenridge a vu dans la première forme l'incarnation d'un Empire stabilisé et d'un Christ protecteur. La deuxième forme, plus présente lors du second règne, se rapprocherait de l'image de l'empereur et renforcerait l'association entre Justinien et le Christ, pour réaffirmer sa légitimité fragilisée. Cette interprétation reste hypothétique. Enfin, soucieux de légitimer son fils comme successeur, il le fait figurer à ses côtés.
Les monnaies en argent (les hexagrammes) devenues rares dans le monde byzantin subsistent sous Justinien II. Elles ne semblent frappées qu'à des occasions spéciales et représentent également le Christ au droit, associé à l'empereur au revers. Elles peuvent aussi être produites dans certaines régions qui disposent de ressources en argent assez importantes, comme la Sardaigne.

### Politique religieuse

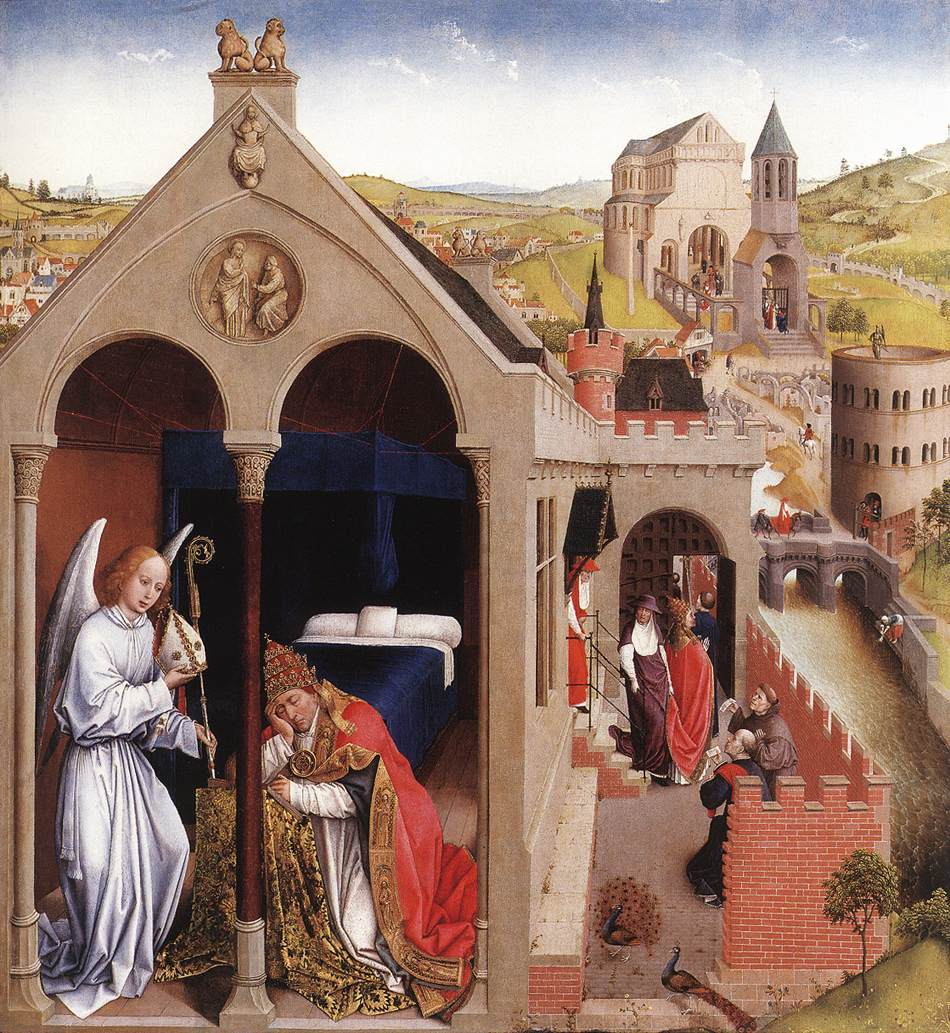
Le rêve du pape Serge Ier, tableau de Rogier van der Weyden daté de 1437-1440, conservé au Getty Center.

L'apparition du Christ sur les monnaies montre l'importance de la politique religieuse pour Justinien II.
Dès 686-687, il reprend les conclusions du troisième concile de Constantinople, réuni par son père, et les proclame officiellement lors d'un synode, en présence de l'armée. Il envoie une ambassade au pape Conon pour l'informer de cet événement. Au-delà, il entend réaffirmer une certaine unité du christianisme et combattre des doctrines qu'il considère comme hérétiques. Déjà, son père a fait mettre à mort Constantin de Mananalis, fondateur du paulicianisme en 684. Justinien reprend la répression contre cette nouvelle doctrine issue du christanisme, en condamnant plusieurs de ses dirigeants à être brûlés vifs vers 690,. Profitant du retour de l'influence impériale en Arménie, il tente aussi de contraindre l'Église arménienne à revenir dans le giron byzantin, en convoquant plusieurs hauts dignitaires ecclésiastiques, dont le catholicos Sahak III, sans grands résultats.

#### Le concilein Trullo
À l'automne 691, Justinien se fait l'émule à la fois de son père et de son homonyme Justinien Ier en convoquant un concile œcuménique. Comme il n'y a alors aucune question théologique à trancher, il va le centrer sur la discipline et la liturgie, avec un concile complétant le cinquième (convoqué par Justinien Ier) et le sixième (convoqué par Constantin IV), réputés déficients de ces points de vue : il est donc appelé le « concile quinisexte » (Πενθέκτη σύνοδος). Cet acte de convocation illustre le rôle religieux de l'empereur, défenseur de l'orthodoxie.
Le concile se tient dans la salle de la Coupole (αίθουσα Τρούλου, d'où son autre nom de « concile in Trullo ») du Grand Palais de Constantinople. Réunissant 215 évêques (dont 183 du ressort du patriarche de Constantinople, Thrace et Asie mineure), il statue sur un grand nombre de pratiques et coutumes, tant du clergé que des laïcs. Il bannit les dernières pratiques païennes qui subsistent, et certains usages apparentés au paganisme, comme les masques issus du théâtre grec ou la divination. Pour autant, ces pratiques ne cesseront pas toujours, et Justinien lui-même aurait consulté un dénommé Cyrus pour prédire l'avenir. Certaines exigences morales, notamment pour le clergé, sont renforcées : prévention de la pornographie ou de la prostitution, stricte interdiction du prêt avec intérêt pour les hommes d'Église. Au total, 102 canons sont adoptés.
Justinien accepte les conclusions de ce concile à l'occasion d'un silention, une cérémonie impériale normalement dévolue aux affaires séculières. Pour David Olster, c'est une démonstration de plus de la volonté d'ingérence de l'empereur dans la sphère spirituelle, normalement autonome du pouvoir temporel ; une volonté déjà visible dans sa manière de convoquer le concile.
Mais sa composition et le caractère très concret de son ordre du jour font qu'il décide d'imposer des usages de l'Église grecque à toutes les autres Églises, notamment l'Église latine, dont les usages sont souvent très différents. Dans ce concile « œcuménique », le pape est supposé être représenté par Basile, métropolite de Gortyne (la Crète étant à l'époque du ressort de Rome) et par son légat à Constantinople, mais leurs titres de représentation ne sont apparemment pas clairs. Basile signe les actes, prétendant engager la papauté. Néanmoins, le document final signé par Justinien laisse une place pour que le pape y appose la sienne. Quand Serge Ier reçoit les actes du concile, en 693, il les rejette et dénie toute valeur à ce concile,. Les raisons de ce refus sont multiples. Elles tiennent à la place marginale tenue par les légats papaux dans les discussions, ce qui aboutit de fait à donner une influence prépondérante à l'Église byzantine. Plusieurs décisions, à propos du célibat des prêtres, de la condamnation de l'observation du jeûne du samedi propre aux églises latines ou de la primauté romaine, heurtent la papauté. De même, la préférence donnée à la représentation du Christ, au détriment, par exemple, de celle de l'Agneau pascal, choque en Italie. Les historiens voient parfois dans cette décision une préfiguration des débats à venir sur l'iconoclasme et la représentation du divin. Mike Humphreys oppose Justinien II à Léon III l'Isaurien, l'empereur qui combat les icônes et introduit l'iconoclasme. Dans les deux cas, ces souverains auraient cherché à s'attirer les faveurs divines : Justinien II, en exaltant une religiosité par des représentations figurées du divin, Léon III en limitant ce qui a pu être perçu comme des excès d’idolâtrie, contribuant aux malheurs de l'Empire,.
Dans la continuité de ses tentatives d'unité religieuse avec l'Arménie, Justinien semble avoir convoqué un concile local à Théodosiopolis en 693, relaté par les sources arméniennes, quitte à revenir sur certains canons du concile in Trullo. De nouveau, cette tentative de rapprochement est sans portée véritable.

#### Conflit avec Rome
Rome voit dans le concile une menace pour son indépendance et sa primauté. Tout en les acceptant, le concile décide que le siège de Constantinople doit jouir des mêmes privilèges et des mêmes statuts que celui de Rome. Pendant plusieurs mois, les échanges se poursuivent, sans résultat. Finalement, Justinien II, dans une opération d'intimidation, envoie le magistrianos Serge à Rome. Celui-ci arrête deux collaborateurs du pape (Jean de Porto, légat pontifical au concile de 680, et le conseiller Boniface), et les fait emmener à Constantinople,. Serge Ier ne cédant pas, le protospathaire Zacharie est envoyé pour l'arrêter lui-même. Les troupes italiennes de l'exarque de Ravenne se mutinent et sont sur le point de lyncher Zacharie. Il ne doit son salut qu'à l'intervention du pape lui-même, en se réfugiant dans sa résidence,,,. Cet événement consacre la division croissante entre l'Italie et Constantinople. Le rôle de l'exarque de Ravenne n'est pas mentionné mais c'est la première fois qu'une telle défiance envers l'autorité impériale s'affirme en Italie. Les prédécesseurs de Justinien II étaient parvenus à congédier certains papes : lui-même se heurte à une opposition victorieuse. Il est d'ailleurs possible que l'empereur ait réagi en détachant de Rome le diocèse d'Illyrie orientale, regroupant une bonne part des Balkans, la Grèce et les îles de la mer Égée, pour le mettre sous l'obédience de Constantinople.
Malgré les divisions suscitées par le concile in Trullo, Justinien en a tiré une certaine aura auprès de plusieurs Églises orthodoxes : elles ont reconnu sa sainteté, en raison de son rôle dans la redéfinition de pans importants de la théologie. Tous les documents théologiques ne concordent pas. Dans le Synaxaire de Constantinople, il est fait référence à la commémoration d'un empereur Justinien sans préciser lequel. D'autres synaxaires mentionnent tantôt Justinien Ier, tantôt Justinien II, voire les deux. Néanmoins, avec le temps, Justinien II a fini par disparaître de la liste des saints orthodoxes.

### Réformes administratives et gouvernement

Carte des thèmes quelques décennies après la mort de Justinien II. Sous ce dernier, les thèmes des Bucellaires et de l'Opsikion n'existent pas et sont inclus dans le grand thème des Optimates. Côté européen, Justinien fonde ou renforce le thème de Thrace, aux portes de Constantinople.

#### La fiscalité
Lors de son premier règne, Justinien II se distingue par des mesures parfois sévères à l'encontre de divers pans de la société ; elles contribuent à son impopularité et mèneront à sa chute. Il s'appuie sur quelques fonctionnaires pour mener ces réformes. Constance Head note la similitude avec le règne de Justinien Ier, dont l'admninistration est atttribuée à Jean de Cappadoce. Deux personnages se distinguent : l'eunuque Étienne le Perse nommé sacellaire et le moine défroqué Théodote, nommé logothète général, soit le responsable du trésor impérial. Il s'agit de la création de cette fonction. Ces deux hommes vont s'efforcer d'augmenter les revenus fiscaux d'un Empire en crise, au risque de provoquer la colère d'une partie de la population, en particulier de l'aristocratie, dont Justinien se méfie. Les récits des chroniqueurs sont probablement hostiles à l'empereur mais ses deux fonctionnaires semblent avoir usé de moyens extrêmes, notamment la torture ou l'emprisonnement arbitraire,. Ils auraient même fouetté, ou feint de le faire, la propre mère de l'empereur, Anastasie.
Sous Justinien, une importante réforme fiscale serait intervenue, même si les sources historiques sont laconiques. Jusqu'alors, la taxe foncière est intimement associée à la taxe levée sur les individus (la capitation), liant fortement l'homme à la terre. La dernière mention de ce système intervient vers 687. Par la suite, la taxe sur les individus est remplacée par le kapnikon, un impôt sur les foyers, distinct de la taxe foncière. La date de cette réforme est incertaine ; elle aurait pu intervenir après la mort de Justinien II. En séparant nettement l'individu de la terre, cette réforme aurait permis une plus grande mobilité, en particulier pour les paysans soumis à une forme de servage ; elle aurait donc déplu à l'aristocratie.

#### Des déplacements de populations
Justinien II se distingue également par l'ampleur de sa politique de migrations forcées. C'est une pratique récurrente des souverains byzantins ; elle leur permet de renforcer certaines zones frontalières, ou de réduire le risque séditieux de certaines populations. Ces deux objectifs ne sont d'ailleurs pas incompatibles. Justinien II porte cette pratique à des niveaux rarement atteints. Il déplace plusieurs milliers de Slaves en Asie Mineure pour sécuriser les environs de Thessalonique, accueille plusieurs milliers de Mardaïtes toujours en Asie Mineure, renforçant son appareil militaire, et déplace enfin une partie de la population chypriote sur le continent. Le choix d'installer la plupart de ces populations en Bithynie pourrait s'expliquer par les ravages dans cette province lors du siège de Constantinople (674-678).

#### Réformes provinciales et militaires
Justinien poursuit la politique provinciale de son temps. La structure administrative de l'Empire est en pleine évolution, avec l'émergence des thèmes, de nouvelles provinces à dominante militaire. L'essor de ces entités qui semblent apparaître au VIIe siècle est mal connu, et il n'est pas possible de déterminer quel souverain les a créées. Leur périmètre territorial est parfois incertain. À l'occasion du concile, l'empereur fait référence aux thèmes des Arméniaques, des Anatoliques et de l'Opsikion, particulièrement bien connus. En revanche, le thème de Thrace peut se référer soit à celui des Thracésiens en Anatolie, soit à la Thrace en Europe ; cette dernière solution a la faveur des historiens.
Sous son règne apparaît le thème de l'Hellade. Pour Jean-Claude Cheynet, il s'agit toutefois moins d'une circonscription territoriale que d'un corps d'armée principalement recruté en Grèce. Celle-ci a été en partie débarrassée des populations slaves quelques années auparavant.
Apparaissent aussi à la fin du VIIe siècle les kleisoura, sortes de districts frontaliers le long de la ligne de front avec les Omeyyades. Militarisés, ils font l'objet d'une administration particulière. Enfin, Justinien aurait érigé la Sicile en thème à une date incertaine ; c'est peut-être en réaction à la perte d'influence byzantine en Afrique, l'île étant alors l'une des rares régions de l'Empire préservée par la guerre,. L'ensemble de ces réformes contribue à l'abandon des vieilles structures romaines de l'armée et de l'administration territoriale au profit d'une organisation nouvelle.
Sur le plan maritime, Justinien renforce la flotte impériale dite des Karabisianoi ; il lui adjoint le concours des Mardaïtes, qu'il installe dans l'Empire. Vers son règne, plus précisément sous celui de Léonce en 697, le thème maritime des Cibyrrhéotes, qui recouvre la côte sud de l'Anatolie, est mentionné pour la première fois, comme subdivision de la flotte centrale.
Les thèmes reposent sur l'existence de paysans soldats, des hommes libres qui disposent d'une parcelle de terres ; ils sont mobilisables en temps de guerre, principalement pour des fonctions défensives, en lien avec les assauts répétés des Musulmans sur la frontière orientale. Le soutien de Justinien II à ce système expliquerait notamment son hostilité envers la grande aristocratie. Il préserve plutôt les droits de ces propriétaires plus modestes, qui constituent désormais l'ossature de l'armée byzantine. Les historiens attribuent en général le Nomos Georgikos, un corpus de lois codifiant des règles applicables aux paysans propriétaires, à Justinien II,,,. Au-delà, ce corpus de lois illustre l'affirmation d'une société plus rurale. Les chocs démographiques et les pertes territoriales des années précédentes imposaient d'adapter le droit existant à des communautés paysannes plus autonomes.

### Le bâtisseur
Justinien II se lance dans un programme de constructions d'envergure au regard des difficultés de l'Empire. Nombre de ses réalisations n'ont probablement pas survécu dans les sources. Il s'engage dans l'agrandissement et l'embellissement du Grand Palais même si les détails manquent sur son programme artistique. Il érige surtout deux grands halls de réception, le triklinos et le lausiacos. Cette dernière pièce ou galerie permettait peut-être de relier la salle du trône au palais de Daphnè. Quant au triklinos, aussi surnommé Ioustinianos, il donne directement accès à la kathisma, la loge impériale de l'Hippodrome, lieu hautement symbolique du pouvoir. Il pourrait avoir décoré le triklinos de proues de navires capturés : des trophées sont parfois mentionnées dans les descriptions de la pièce. En parallèle, des murs renforcent les défenses du Palais.
Selon une anecdote rapportée par Théophane, il aurait fait détruire une chapelle pour y bâtir une fontaine et une série de bancs où il aurait eu l'habitude de recevoir les représentants des dèmes, en particulier les Bleus. La destruction d'un lieu de culte pouvant passer pour une impiété, il demande au patriarche de la déconsacrer. Celui-ci semble avoir refusé, allant jusqu'à prononcer une sorte de prière au moment de la cérémonie,,.
Il aurait également décoré le Milion, colonne centrale de la ville, de six plaques représentant les six premiers conciles œcuméniques, même si cette attribution à Justinien demeure hypothétique,.

### Déposition

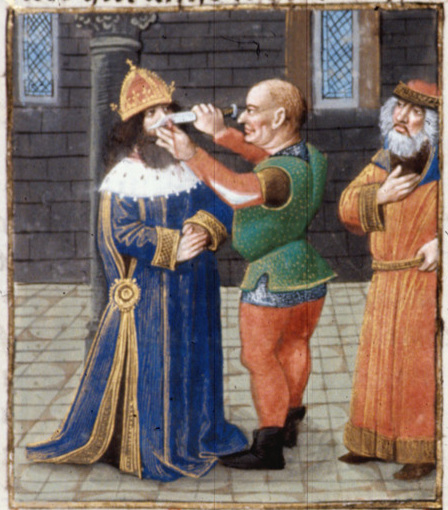
Miniature illustrant la mutilation de Justinien II dans la traduction française du De casibus virorum illustrium de Giovanni Boccaccio.

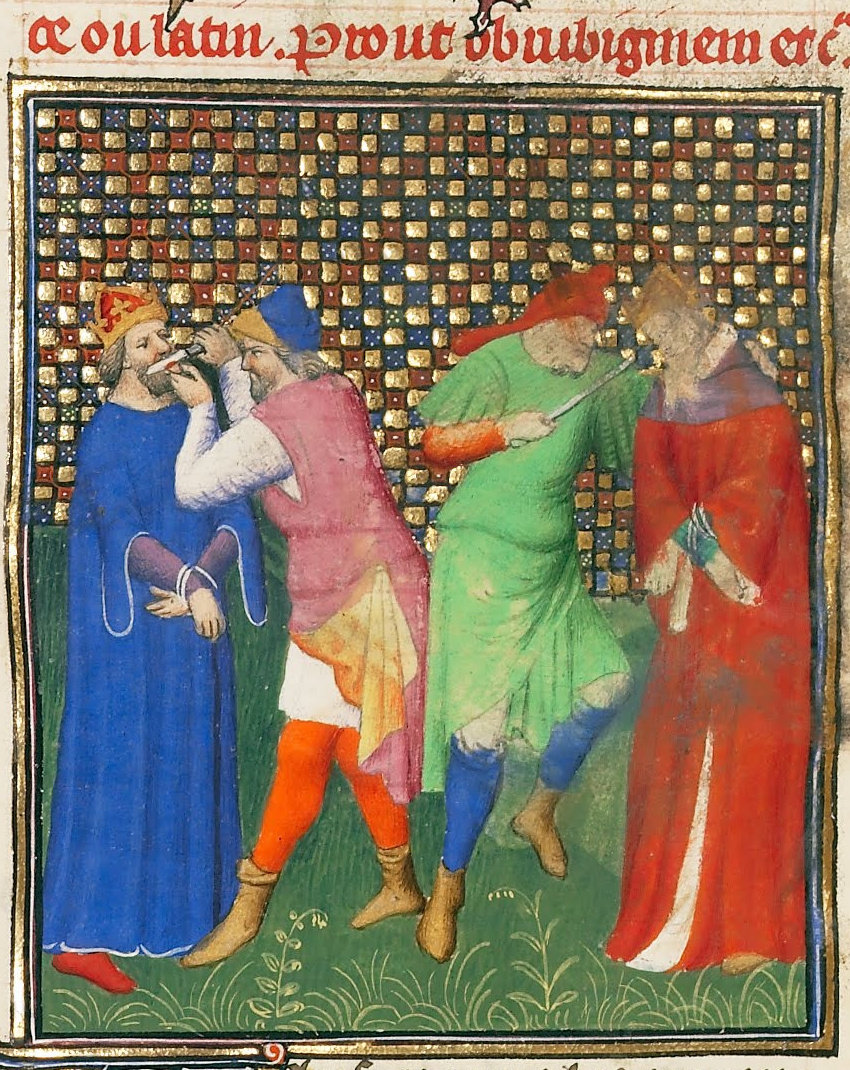
Manuscrit français du début du XVe siècle représentant la mutilation infligée à Justinien II, à gauche. A droite, son futur bourreau Philippicos est aveuglé.

Pendant l'été 695, une armée arabe pille l'Arménie byzantine, s'avance loin vers l'ouest et emmène de nombreux captifs. La faiblesse de l'Empire en face du califat apparaît crûment ; la réputation victorieuse de Justinien II sombre. En septembre, Justinien II fait libérer Léonce, et le nomme stratège du nouveau thème d'Hellade, à la tête d'une petite troupe. Ses nombreux amis n'ont jamais admis son arrestation et son incarcération pendant trois ans. Léonce doit quitter la capitale le jour même. Aussitôt, avant même qu'il ne parte, une conspiration prend forme autour de lui. Elle a le soutien de membres de l'aristocratie sénatoriale et du haut clergé, y compris le patriarche Callinique Ier. Deux moines semblent se distinguer : Paul et Georges. Ils incitent fortement Léonce à se révolter.
Walter Emil Kaegi a souligné l'agitation croissante de l'armée, de plus en plus prompte à la contestation, dans un contexte militaire tendu. De nombreux soldats ou officiers, parfois en disgrâce, rejoignent Léonce dans son mouvement.
La nuit suivante, une opération est lancée contre le prétoire, siège de l'éparque : il est capturé et ligoté. Les prisons, où sont enfermés des opposants, sont ouvertes et des armes distribuées. Accompagné des deux moines qui l'assistent, Léonce se rend chez le patriarche, qui se joint à eux. Des émissaires sont envoyés dans les quartiers de la ville pour ameuter la foule le lendemain matin à Sainte-Sophie. Des rumeurs se propagent selon lesquelles l'empereur préméditerait un massacre général. Théophane le Confesseur les rapporte pour vraies : l'empereur, selon lui, aurait commandé que le patriarche soit tué en premier. Il est permis de douter de cette assertion,.
Selon la chronique tardive de Georges le Moine, la faction des Bleus aurait soutenu le coup d'État. À Sainte-Sophie, le patriarche Callinique Ier prend la parole et soutient sans ambiguïté le complot. La foule se rend à l'hippodrome de Constantinople. Justinien II est arrêté dans le Palais, sans que personne le défende. Il est traîné dans l'hippodrome où Léonce trône, déjà revêtu de la pourpre impériale. La foule réclame l'exécution immédiate du souverain déchu. Léonce lui fait grâce, mais lui fait couper le nez, et peut-être la langue, pour l'empêcher de revendiquer à nouveau le trône. Ses capacités d'élocution n'ayant pas été atteintes, la réalité de cette mutilation est incertaine.
Quant aux ministres détestés, Étienne le Perse et Théodote, ils sont extraits du Palais, attachés par les pieds, traînés dans les rues, et brûlés vifs sur le Forum du Bœuf,. Le sort immédiat de Justinien est incertain. Les mutilations subies, notamment la perte du nez, sont souvent mortelles : cela expliquerait la clémence de Léonce à son égard. Selon la chronique tardive d'Agnellus de Ravenne, il aurait été laissé pour mort sur une plage ; mais sa crédibilité est douteuse.
Cette mutilation du nez était censée rendre Justinien inapte au pouvoir ; tout candidat impérial devait être en pleine possession de son intégrité physique, d'où l'usage courant de la mutilation comme sanction politique. Annalisa Paradiso souligne que l'empereur devait être l'image de Dieu sur terre ; l'ablation de toute partie de son visage constituait une forme de sacrilège et équivalait à une mise à mort symbolique de la victime.

## L'exil (695-705)
Justinien II est embarqué avec quelques-uns de ses proches et partisans, et exilé dans la cité de Chersonèse, sur la côte nord de la mer Noire. À vingt-sept ans, il a été marié une fois, fiancé en 680, avec une femme nommée Eudoxie. On ne sait rien d'elle sinon qu'elle a dû mourir avant 695, et a été enterrée à Constantinople, dans l'église des Saints-Apôtres. Ils ont eu une fille ; son nom n'est pas donné dans les chroniques, elle s'appelait peut-être Anastasie, comme sa grand-mère. On sait qu'elle est fiancée en 705 à Tervel, le khan des Bulgares, auquel est donné le titre de césar. Son sort ultérieur n'est pas connu, y compris la réalité de son mariage avec Tervel.

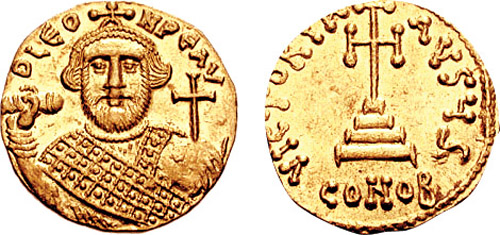
Solidus d'or à l'effigie de Léonce, qui se fait appeler Léon lors de son règne.

Carte de certaines des localités grecques devenues pour certaines byzantines implantées au nord de la mer Noire, dont Chersonèse où est exilé Justinien II avant de partir pour l'intérieur des terres (autour de la Néapolis Scythe) puis d'épouser Théodora à Phanagoria.

La cité de Cherson ou Chersonèse est un lieu d'exil récurrent de l'Empire byzantin. La cité appartient nominalement à l'Empire, elle est particulièrement isolée et dispose d'une autonomie forte ; elle cultive des relations spéciales avec les peuples de la steppe pontique, en l'occurrence, les Khazars.
Exilé, Justinien II est relativement libre de ses mouvements et peut nouer des contacts avec les élites locales et avec les Khazars. Il aurait été soutenu par un clerc du nom de Cyrus, particulièrement dévoué.
En 703-704, Justinien II n'a pas renoncé à recouvrer son trône, malgré sa mutilation. Il aurait évoqué ses plans ouvertement, au point que les autorités locales envisageaient de l'emprisonner, voire de l'envoyer devant Tibère III Apsimar, qui a renversé Léonce en 698.
Justinien l'apprend à temps et s'enfuit à Douros, une cité tenue par les Goths de Crimée,. Ses relations avec les Khazars aboutissent à son union avec une sœur du khagan, dénommée Théodora de Khazarie après son baptême, probablement en référence à l'impératrice Théodora. Les deux époux s'installent à Phanagoria. Ce mariage consacre l'alliance entre Justinien et les Khazars : Tibère l'interprète comme une menace. Il décide de commanditer l'assassinat de Justinien. Mis au courant, celui-ci parvient à s'enfuir. Il ne peut compter sur son beau-frère, qui a pactisé avec Tibère III, et c'est sa femme, alors enceinte, qui l'avertit que deux gouverneurs khazars, Papatzys et Balgitzin, ont ordre de l'exécuter. Elle ne peut partir avec lui après qu'il leur a tendu un piège pour les tuer. Justinien trouve asile auprès du khan des Bulgares Tervel à la fin de l'année 704. Selon Théophane le Confesseur, il vogue sur un bateau de pêcheurs au large de Cherson, où le rejoignent quelques fidèles. Il fait ensuite voile vers le golfe carcinitique, non sans avoir essuyé une tempête, et pénètre dans le delta du Danube, dominé alors par les Bulgares. Il charge Étienne de les contacter.

## Le retour sur le trône

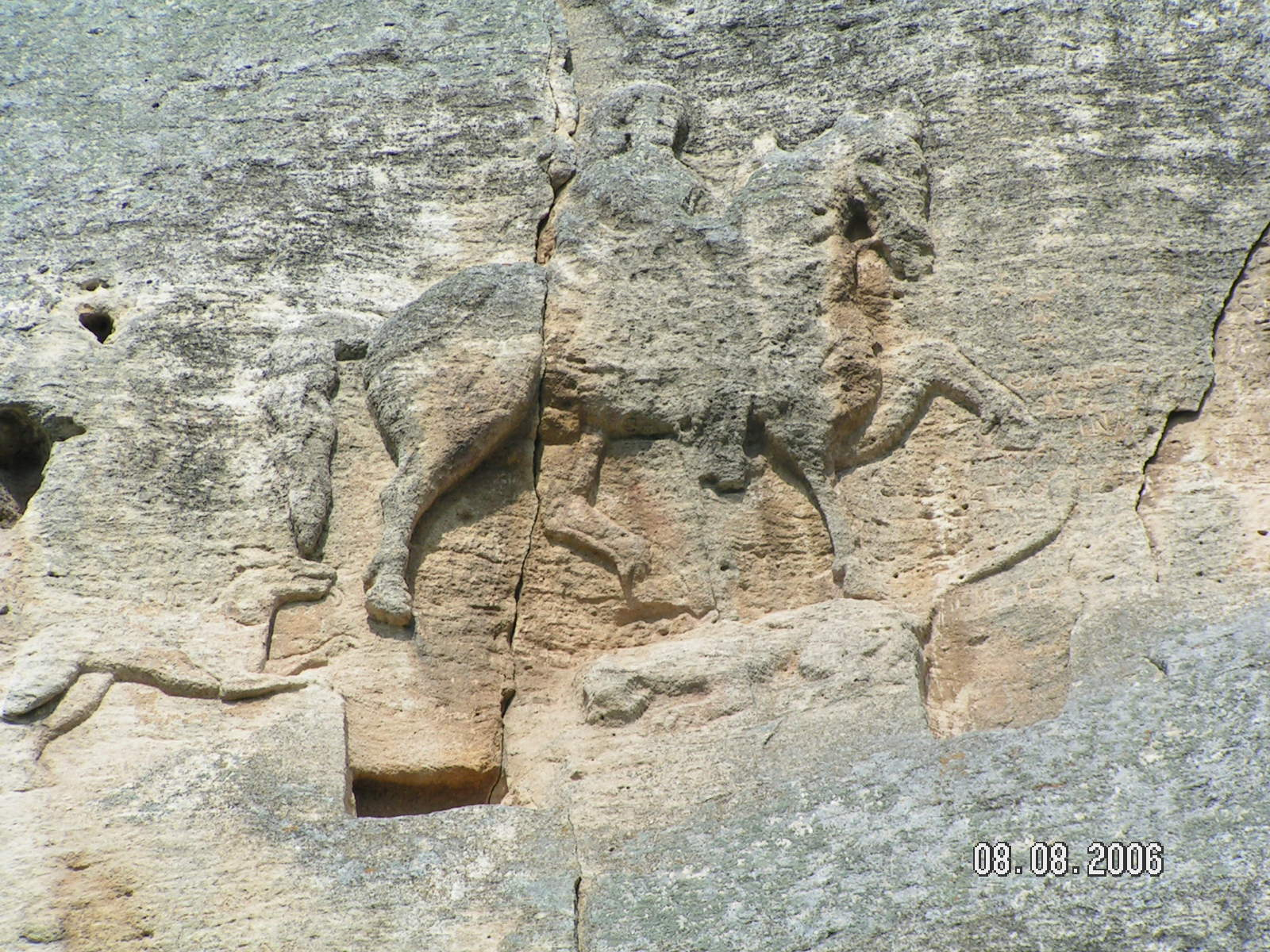
Le Cavalier de Madara, sculpture datée du règne de Tervel comprend plusieurs inscriptions gravées, dont une faisant référence à l'alliance entre Justinien et les Bulgares.

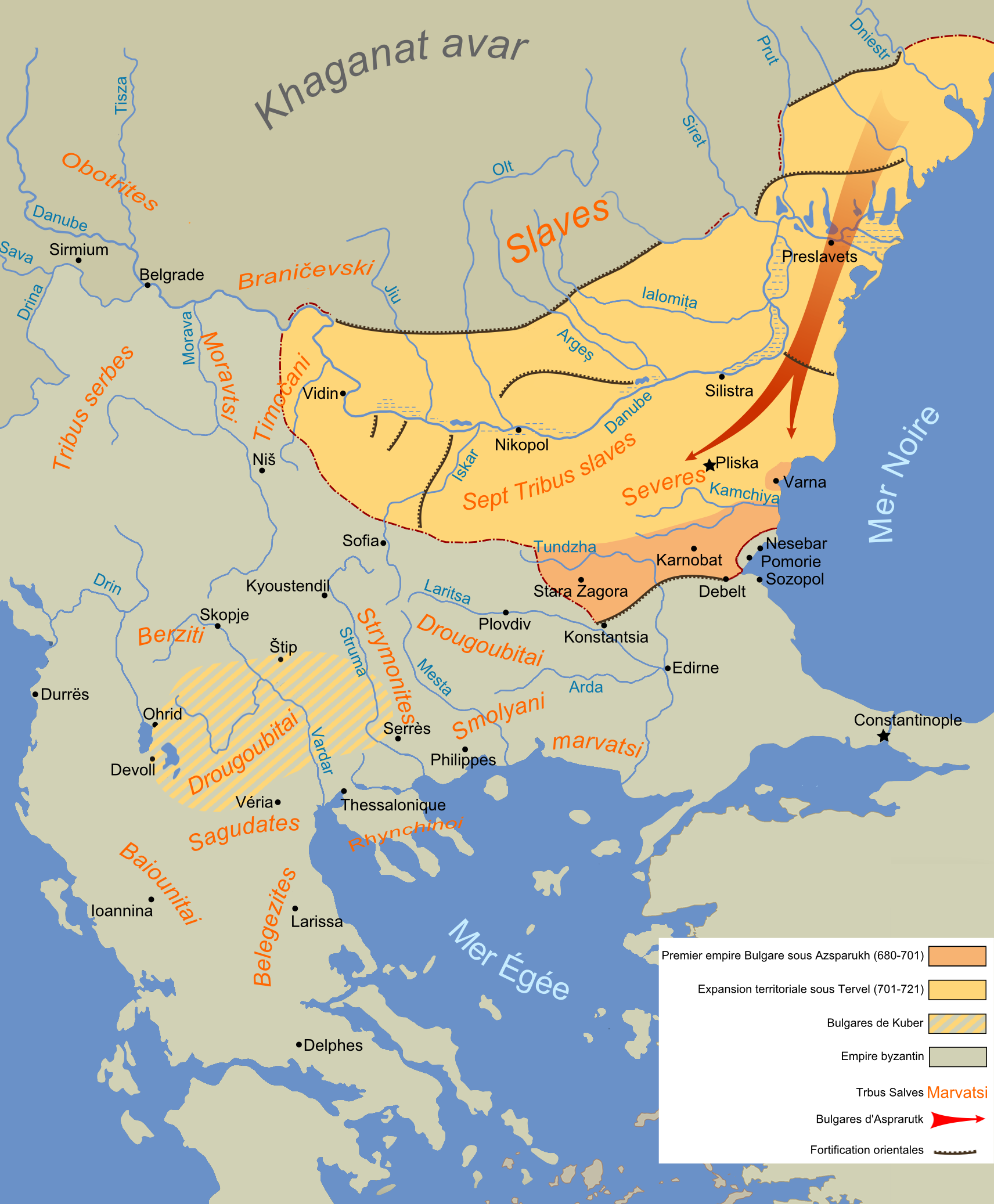
La carte du khanat des Bulgares au moment du règne de Justinien II. C'est alors une puissance montante, qui domine les deux rives du Danube à son embouchure.

Il s'entend parfaitement avec Tervel. Celui-ci accepte de mettre à sa disposition une armée de quinze mille hommes pour récupérer son trône. Cette alliance repose sur un intérêt mutuel. Pour Justinien II, elle est la garantie d'un appui militaire de premier plan, alors qu'il n'a que peu de soutiens parmi l'élite byzantine. Pour Tervel, c'est l'opportunité de gagner en prestige, avec promesses de titres et de cadeaux, et d'espérer obtenir des concessions territoriales. Il se serait également vu promettre d'épouser une fille de Justinien, probablement Eudoxie. Le destin de cette dernière est particulièrement obscur, rien n'indique que Justinien a gardé des liens avec elle durant son exil.
Tibère III, averti, rappelle précipitamment son frère le monostratêgos Héraclius de la frontière orientale. Héraclius s'avance avec son armée vers la Bulgarie, mais Justinien II et Tervel le contournent et se hâtent vers Constantinople. La date de ces événements est sujette à caution : l'arrivée de Justinien devant les murailles de Constantinople interviendrait probablement lors du printemps ou au début de l'été 705. Pendant trois jours, les deux hommes font le siège de la capitale. Selon Théophane, Justinien essuie des insultes et ne peut convaincre la population de se soulever en sa faveur. Finalement, Justinien II lui-même, accompagné de quelques hommes, se glisse dans la canalisation de l'aqueduc de Valens, désaffectée depuis le siège de la ville par les Avars en 626, et fait ouvrir une porte. Qu'il ait eu lui-même l'idée d'utiliser ce passage ignoré n'est pas exclu. Pendant que son armée prend le contrôle de la capitale, Tibère III s'enfuit à Sozopolis. Son frère Héraclius et lui, abandonnés peu à peu par leurs troupes, sont capturés quelques mois plus tard.

## Le second règne (705-711)
Rarement dans l'histoire byzantine, un souverain déchu n'est parvenu à reprendre son trône. Marqué par des années d'exil et une mutilation humiliante, Justinien II en aurait tiré un profond désir de vengeance, largement décrit, voire amplifié, par les chroniqueurs ultérieurs qui lui sont hostiles. Longtemps, ce deuxième règne a été perçu comme une période de répression aveugle, ne contribuant qu'à affaiblir un peu plus un Empire en crise. Certains historiens modernes, comme Constance Head par exemple, se sont efforcés de réhabiliter ce second règne ; ils ont considéré qu'au-delà d'une répression des principaux opposants politiques, Justinien II s'est mis en quête d'alliés et a tenté de rétablir certaines situations périlleuses.
Reste le sujet de son apparence physique lors de ce second règne. Justinien a eu la réputation de s'être fait poser une sorte de prothèse en or pour remplacer son nez. Ce fait n'est rapporté que par Agnellus de Ravenne, aux affirmations parfois douteuses. Les pièces de monnaie de cette période le représentent avec un nez parfaitement normal et aucune image n'accrédite la thèse d'une prothèse. Des historiens, notamment Richard Delbrück, ont postulé que la Carmagnole, surnom donné à la tête d'une statue d'un empereur retrouvée à Venise, pourrait le représenter car elle présente une déformation nasale. Il apparaît plus probable que cette déformation résulte de dommages infligés à la statue. L'hypothèse que Justinien a subi une rhinoplastie, selon une éventuelle technique médicale indienne, a été soutenue mais sans être formellement avérée.

### La répression
Justinien II réprime brutalement ses adversaires. Selon Théophane, il fait empaler Héraclius et ses principaux officiers. Il fait tirer Léonce du monastère où il est reclus, pour rejoindre Tibère. En février 706, lors des fêtes célébrant le retour de Justinien, tous deux sont contraints de participer à une parade, enchaînés, dans les rues de la capitale ; ils sont ensuite jetés aux pieds de l'empereur lors d'une session de courses de char à l'hippodrome. Justinien se tient au-dessus d'eux durant les courses, avant de les faire décapiter, pendant que la foule scande un verset du Psaume 91,,. Il rend aveugle le patriarche Callinique qui s'est opposé à lui et l'exile à Rome. Alors que l'usage voulait que le patriarche soit choisi dans le clergé séculier de la capitale, il le remplace par un moine d'Amastris de sa connaissance, Cyrus de Constantinople, qui aurait prédit son retour. D'autres opposants, plus ou moins déclarés, auraient été tantôt décapités, tantôt empalés après avoir été piégés, ou bien jetés dans la mer à l'intérieur d'un sac,.
Théophane le Confesseur souligne le grand nombre des victimes de Justinien. Cela va bien au-delà d'un cercle d'opposants déclarés. D'autres sources sont moins disertes, notamment les récits occidentaux tels que le Liber Pontificalis. Elles ne mentionnent que les condamnations les plus emblématiques : celles de Léonce, Tibère III et Callinique. Le deuxième règne de Justinien II est souvent dépeint comme un moment de vengeance et d'oppression de la part d'un empereur humilié. Une vision pondérée fait le rapprochement entre les décisions de Justinien et sa méfiance, voire son hostilité envers une certaine aristocratie, déjà visibles lors de son premier règne. À rebours de ces récits sanglants, Constance Head note que le fils de Tibère III, Théodose, est épargné, alors qu'il est une menace.

### Une diplomatie active

#### Avec les Bulgares

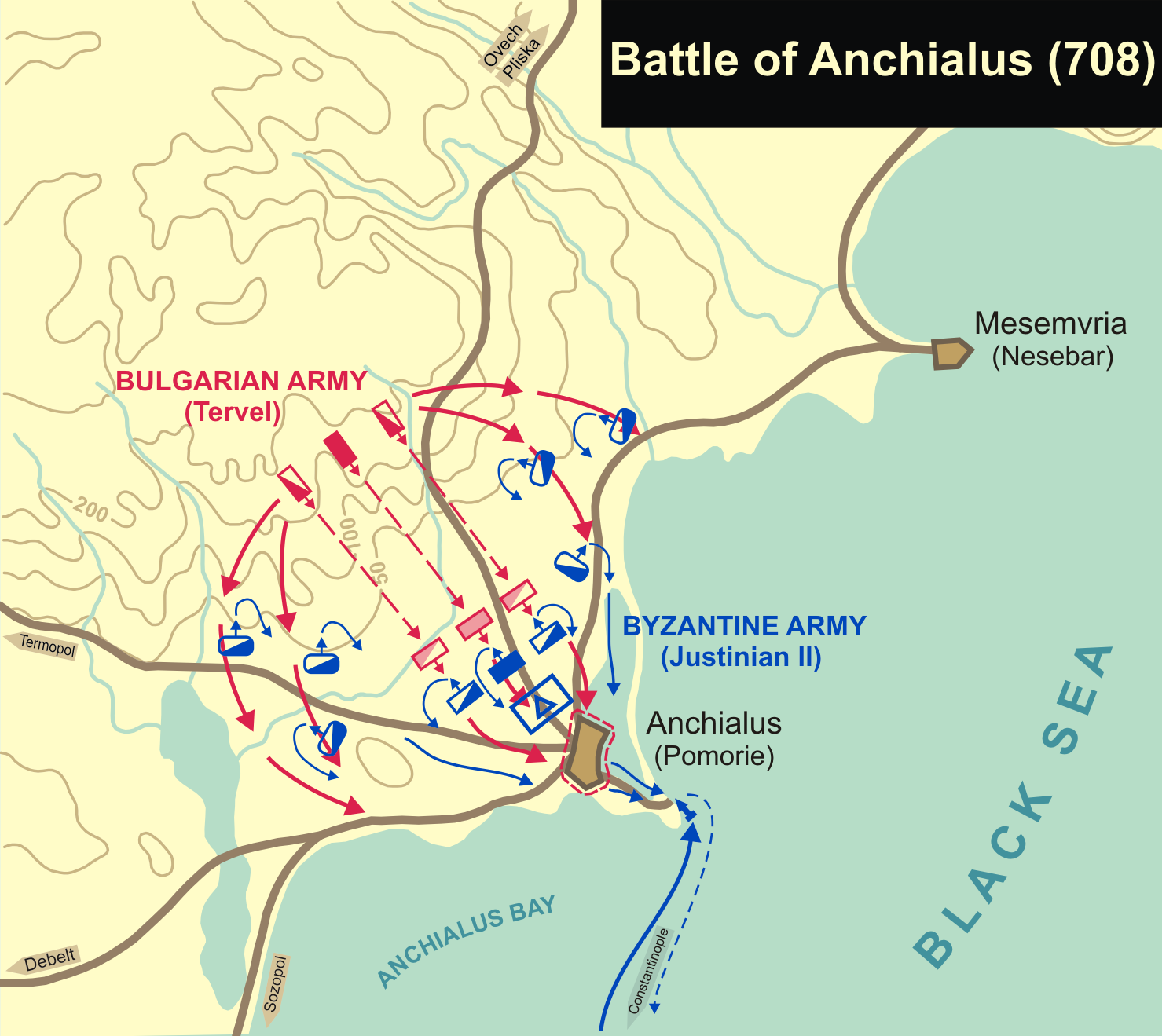
La bataille d'Anchialos (708). Si Justinien parvient brièvement à reprendre la ville, ses troupes sont rapidement mises en fuite alors qu'elles sont à l'extérieur de la cité et Justinien doit rejoindre sa flotte de nuit pour rejoindre Constantinople. La présence de Tervel lors de cette bataille reste hypothétique.

Durant l'essentiel de son second règne, Justinien II tente de forger un réseau d'alliances. Il s'est emparé de Constantinople par un stratagème qui n'a pas requis l'intervention des troupes bulgares, mais Tervel attend légitimement son dû. Le contenu exact du marché entre les deux souverains reste secret. Il a certainement reçu une forte somme d'or et des cadeaux de prestige ; de même, le titre de césar le fait entrer dans le réseau d'influence de l'Empire byzantin et confirme la capacité de Tervel à jouir de son prestige. Cette nomination se fait au cours d'une cérémonie dans le Grand Palais où Tervel s'assoit aux côtés de Justinien. Le geste n'est pas neutre car c'est la première fois que le titre de césar, le plus élevé de la hiérarchie impériale après l'empereur, est concédé à un prince étranger.
Sur la concession d'une province aux Bulgares, les historiens sont partagés. Tervel reparti, il est difficile de retracer le cours des relations byzantino-bulgares. Théophane mentionne un bref conflit en 708 avec les Bulgares ; il est possible qu'il s'agisse d'une faction qui ne reconnaît pas l'autorité de Tervel car celui-ci se reconnaît encore comme l'allié de Justinien en 711. Le résultat de cette guerre éphémère est un désastre pour Justinien. Il essuie une lourde défaite en tentant de reprendre la forteresse d'Anchialos avec l'appui de la flotte. Justinien ne parvient à s'enfuir que grâce à la nuit,.

#### Avec les Khazars
Il envoie également une ambassade auprès du khagan des Khazars pour faire venir son épouse Théodora de Khazarie et leur fils, né en 704, qu'il appelle Tibère ; il l'associe au trône en 705. Alors que le souverain des Khazars a tenté de le faire assassiner, il est dans une logique de conciliation. Il se distingue également par sa loyauté envers son épouse khazare. C'est la première fois de l'histoire byzantine qu'un souverain est marié à une princesse étrangère. Le fait a dû paraître surprenant, voire choquant à ses contemporains, convaincus de la supériorité de leur Empire, héritier de la puissance romaine. Il parvient à faire revenir Théodora en envoyant une flotte importante la récupérer, même si une tempête en aurait coulé une partie.
Dès son arrivée à Constantinople, Théodora et son jeune fils sont couronnés. Tibère est associé au trône de son père alors qu'il n'a que quelques mois. La pratique du coempereur n'est pas nouvelle mais c'est la première fois qu'un héritier est couronné aussi jeune. Justinien espère peut-être consolider son pouvoir. Il le fait figurer très tôt sur les pièces de monnaie de son deuxième règne.

#### Sur la défensive face aux Arabes

Carte des principales positions de la frontière byzantino-arabe.

Le calife Abd Al-Malik meurt peu après la restauration de Justinien II ; son fils Al-Walīd Ier lui succède. Muhammad, frère d'Abd Al-Malik, finit de soumettre l'Arménie byzantine révoltée, en massacrant la noblesse du pays.
Il est possible qu'en 706, un général byzantin, Marianus, sorte victorieux d'une confrontation avec une force arabe envoyée piller les terres byzantines. En représailles, à une date incertaine, aux environs de 708, Maslama ben Abd al-Malik, demi-frère du nouveau calife, envahit la Cappadoce et fait le siège de la ville de Tyane pendant plusieurs mois,.
Justinien II envoie deux stratèges à la tête d'une armée grossie de paysans irréguliers ; ils sont battus. Tyane est mise à sac, ses habitants déportés. La chronologie des événements est imprécise : les sources byzantines et arabes sont parfois discordantes. Ce qui est certain, c'est que les raids sont récurrents et affaiblissent une défense byzantine de plus en plus en difficulté face à la pression adverse. Les cités d'Héraclée du Pont ou d'Héraclée Cybistre auraient été prises, des forces arabes se seraient aventurées jusqu'aux abords de Nicomédie,.
Justinien II tente d'obtenir la paix. Dès son retour sur le trône, il libère 6 000 prisonniers arabes. Quelque temps plus tard, il envoie des travailleurs et des matériaux aider à l'agrandissement de la mosquée du Prophète à Médine. Geste surprenant, il témoigne peut-être sa volonté d'obtenir un accord ou de promouvoir les échanges entre les deux empires. Cet événement n'est mentionné que par deux sources arabes plus tardives, celle d'Al-Tabari et celle d'Ibn Zabala ; elles indiquent l'envoi en retour d'une grande quantité de poivre par al-Walid .
Autre aspect de sa politique orientale, Justinien tente de récupérer l'alliance des princes caucasiens, eux aussi menacés par la poussée musulmane. Ainsi, le royaume de Lazique et le royaume d'Abasgie se sont soumis au calife. Justinien envoie dans cette région un de ses officiers : Léon l'Isaurien, le futur empereur qui parvient sur le trône en 717. Il l'avait rencontré lors de son retour au pouvoir en 705, en avait fait l'un des favoris mais aurait suscité des jalousies et peut-être la méfiance de Justinien. L'empereur l'envoie dans une mission diplomatique, possiblement pour négocier une alliance avec les Alains.
Il est difficile de discerner la réalité de la légende ; Léon serait parvenu à contacter les Alains, non sans avoir désobéi aux ordres, ce que lui aurait reproché Justinien. Il lui aurait finalement pardonné devant le succès de sa mission. Malgré l'envoi d'une armée aux environs d'Archéopolis, les Byzantins ne peuvent réellement contester la suprématie musulmane dans la région,. En même temps, les Arméniens peinent à sauvegarder leur indépendance face aux Arabes et Smbat VI, autrefois révolté contre l'Empire, semble y trouver refuge. Quant aux relations entre Léon et Justinien II, elles resteront mystérieuses, entre disgrâce et retour en grâce, méfiance et défiance. Il est possible que les deux hommes ne se soient jamais revus.

### L'Italie insoumise

#### Négociations avec Rome
Marqué par l'échec italien de son premier règne, Justinien manifeste une certaine défiance envers cette région : des notables de Ravenne auraient participé à son renversement. Dès son retour au pouvoir, il reprend son projet : obtenir l'assentiment papal au concile in Trullo. Il essuie un refus de Jean VII, le successeur de Serge, à qui il intime finalement l'ordre de se rendre à Constantinople. Cette exigence arrive alors que Jean vient de mourir ; Constantin est nommé pour le remplacer en 707.
Le nouveau souverain pontife accepte de venir en Orient mais ne se met en route qu'en octobre 710. Hivernant à Otrante, il arrive finalement à Constantinople au printemps 711. Il est accueilli par le Sénat byzantin et Tibère, le jeune fils de Justinien II. Justinien est à Nicée et ne rencontre le pape qu'à Nicomédie. Les deux hommes parviennent à s'accorder. Justinien consent au principe de la primauté romaine contre une reconnaissance formelle des canons conciliaires.
Constantin rentre à Rome peu avant le renversement et l'exécution de Justinien II. C'est la dernière fois qu'un pape aura fait le voyage à Constantinople avant de nombreux siècles. Les sources relatent un succès diplomatique et théologique ; les chaleureuses réceptions ne masquent pas les discordances entre les deux pôles de la chrétienté. Dans les faits, la papauté n'applique ni ne reconnait vraiment les préceptes du concile de 692. Certains n'ont ni pertinence ni sens pour la chrétienté occidentale, de plus en plus éloignée de Constantinople.

#### Ravenne révoltée
Les relations avec Rome s'améliorent : en témoigne la rencontre constructive entre Constantin et Justinien. Mais ce dernier n'oublie pas que Ravenne s'est défiée de lui lors de son premier règne. Peu après sa reprise du pouvoir, il ordonne une expédition punitive contre la cité. Elle pourrait être causée par le refus de l'archevêque Félix de prêter allégeance au pape Constantin : Ravenne a alors statut de capitale de l'Italie. En punissant cette audace, Justinien espère les faveurs papales.
Une répression sévère s'abat sur les habitants. L'étendue exacte des tourments infligés à la population reste difficile à déterminer, tant les sources hostiles à Justinien tendent à les mettre en exergue. Il semble établi que les principales autorités de la ville, notamment religieuses, sont particulièrement visées : elles ont souvent refusé de reconnaître le concile in Trullo. Plusieurs hauts dignitaires de la ville sont arrêtés et emmenés captifs à Constantinople, dont l'archevêque Félix.
Selon Agnellus de Ravenne, un châtiment particulièrement cruel les attend. Ils sont présentés à Justinien II, qui les fait enfermer, et fait exécuter les citoyens de rang sénatorial, avant d'aveugler l'archevêque et de l'exiler, comme de coutume, à Cherson. Dès que les troupes loyalistes se retirent, les habitants se révoltent, sous la conduite d'un certain Georges, qui organise la défense de la cité et de ses alentours, dans une perspective autonomiste voire sécessionniste.
En réaction, Justinien nomme exarque Jean III Rhizocope ; partant du sud de l'Italie en 710, il atteint d'abord Rome où il met à mort plusieurs légats du pape, sans que les raisons en soient précisément connues. Il parvient ensuite à Ravenne où il fait face à la sédition, et périt bientôt d'une mort ignominieuse, selon le Liber Pontificalis.

### La chute finale

#### La Crimée rebelle

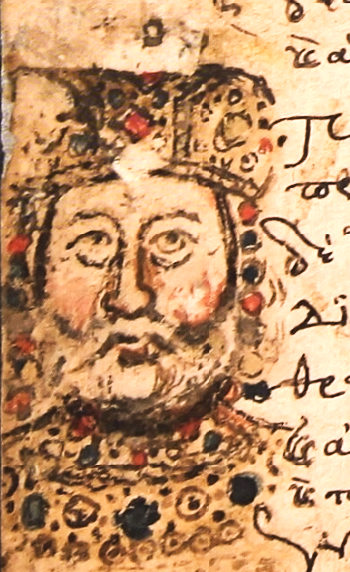
Portrait de Philippicos dans le Mutinensis gr. 122.

En 710, la Crimée devient le centre de l'opposition au pouvoir de Justinien. Depuis son retour à Constantinople, il semble avoir gardé une rancune tenace envers Cherson, qu'il a dû fuir autrefois menacé d'être livré à Tibère III. Pour les chroniqueurs byzantins, dont Théophane, il est animé d'une volonté de vengeance envers cette cité. Les historiens tempèrent cette version : l'empereur ne prend guère de mesure pendant plusieurs années. En 710, les Khazars pénètrent en Crimée ; le khagan nomme un gouverneur dans la cité même de Cherson ; c'est une atteinte à la souveraineté de l'Empire ; Justinien peut difficilement la tolérer, surtout au vu de son passif avec le souverain khazar,.
La réaction prend la forme d'une expédition militaire de grande ampleur, conduite par un certain Étienne Asmiktos, peut-être le même qui a accompagné Justinien chez les Bulgares. Le but est de réaffirmer la domination byzantine sur Cherson, mais également sur Bosporus, une cité contrôlée par les Khazars. Les chroniques ajoutent que l'ordre fut donné de massacrer les habitants de ces cités, ce qui paraît disproportionné et probablement inventé de toutes pièces, pour rajouter aux vices de Justinien.
L'expédition s'empare de Cherson, plusieurs dignitaires de la cité sont exécutés, le gouverneur khazar et Zoïlos, le chef des archontes locaux, sont capturés. Sur le chemin du retour, en octobre 710, la flotte est prise dans une tempête. Les récits de Théophane ou du patriarche Nicéphore paraissent en partie fantaisistes : ils mentionnent des dizaines de milliers de morts, et un Justinien enjoué à cette annonce, dès lors qu'un grand nombre des victimes seraient des prisonniers.
Cherson se soulève à nouveau, et fait appel aux Khazars. Justinien décide de l'envoi d'une nouvelle flotte. Les sources sont confuses sur l'élément déclencheur : soit les habitants de la cité réagissent aux volontés répressives de Justinien, soit ce dernier réarme une flotte pour mater définitivement un esprit séditieux, ou pour repousser les Khazars. Quoi qu'il en soit, Justinien libère Zoïlos et le gouverneur khazar, et les envoie vers Cherson, avec une petite troupe de trois cents hommes. À Cherson, le contingent impérial laissé sur place, dirigé par un certain Hélias, se mutine et rejoint les rebelles. Quand la flotte impériale arrive, des négociations débutent ; bientôt, les trois cents hommes de Justinien tombent dans un piège, les officiers sont tués et les soldats capturés. Ils sont livrés aux Khazars et mis à mort. Les habitants de Cherson décident de proclamer empereur un certain Bardanès, bientôt renommé Philippicos, un général certainement d'origine arménienne, récemment disgrâcié par Justinien et envoyé en exil en Crimée,.

#### Renversement par Philippicos et mort

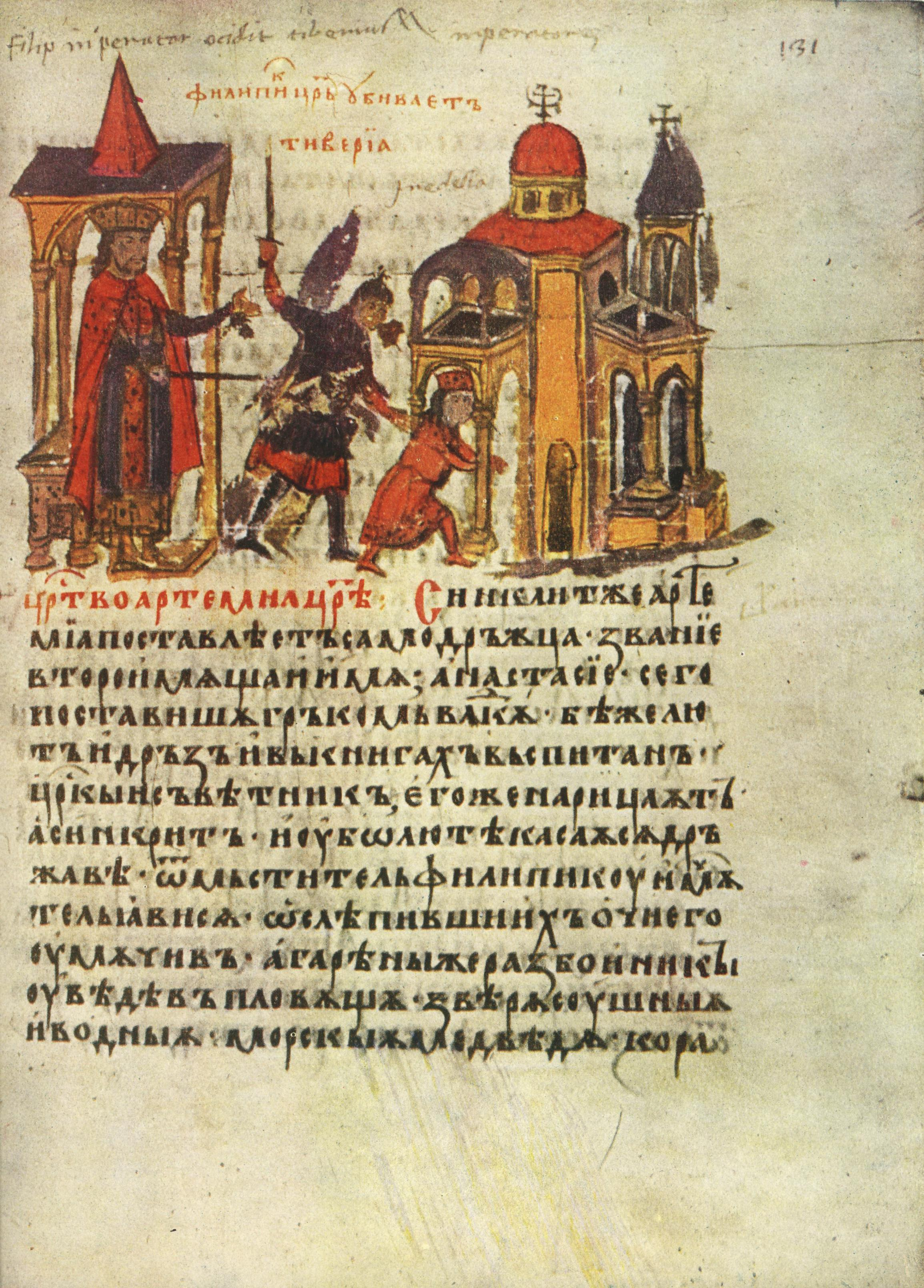
Philippicos envoyant ses hommes exécuter Tibère, le fils de Justinien. Miniature du XII issue de la chronique de Constantin Manassès.

Justinien aurait été furieux de ce nouvel acte séditieux et aurait fait massacrer les enfants d'Helias. Il envoie une nouvelle armée contre les rebelles ; elle est dirigée par Mauros, et met le siège devant Cherson. Les Khazars viennent en renforts et les troupes loyalistes, plutôt que de fuir, font allégeance envers Philippicos,. Justinien décide de prendre lui-même la tête d'une armée pour l'Anatolie, soutenue par des renforts bulgares envoyés par Tervel.
Ce mouvement surprenant trouve peut-être son explication dans les troubles qui agitent alors l'Arménie, terre d'origine de Philippicos. Justinien espère peut-être éviter une conjonction des deux mouvements séditieux contre lui et aurait anticipé une attaque sur Sinope,.
Warren Treadgold sépare les deux événements et estime que l'empereur veut lutter contre les Arabes. En quittant la capitale, Justinien laisse derrière lui le cœur du pouvoir impérial, qui devient la cible directe de Philippicos. S'y rendant par la mer, il devance Justinien qui fait marche arrière trop tard. La ville s'est livrée à son adversaire.
Il tente de revenir vers son quartier-général en Anatolie, tombe dans une embuscade, et est fait prisonnier par Hélias. Devant la promesse d'une amnistie, les officiers de Justinien l'abandonnent, à quelques exceptions près, dont Barasbakourios, l'un de ceux qui ont suivi Justinien chez les Bulgares et qui est exécuté.
La crise de 710-711 montre combien est fragile la loyauté des corps d'armée à l'égard du pouvoir.
Justinien est tué de la main d'Hélias, le 4 novembre 711 ou le 24 novembre 711 selon les sources. Décapité, le corps de l'empereur défunt se voit privé de sépulture et est jeté à la mer. Sa tête devient le trophée que Philippicos envoie à Rome et à Ravenne. Dans cette dernière ville, un mouvement de joie accueille la nouvelle de la mort de Justinien ; dans la cité papale, récemment réconciliée avec le défunt empereur, une certaine tristesse semble étreindre la ville, selon le récit qu'en fait le Liber Pontificalis.
La répression ne s'arrête pas-là pour la famille de Justinien : son jeune fils, héritier désigné, s'est réfugié dans l'église Sainte-Marie-des-Blachernes avec sa mère, Théodora. Deux généraux de Philippicos, dont Mauros, l'arrachent de ce refuge et l'exécutent.
L'élimination conjointe de Justinien II et de Tibère signifie l'extinction de la dynastie des Héraclides, issue d'Héraclius, dont le règne a commencé un siècle plus tôt. Avec cette disparition, l'Empire s'enfonce dans la période parfois qualifiée d'Années de chaos ou d'Anarchie. Cinq empereurs se succèdent jusqu'en 717 et la prise du pouvoir par Léon III l'Isaurien.

## Postérité littéraire
Au-delà des écrits scientifiques, Justinien II a joui d'une modeste postérité littéraire. Il figure parmi les personnages du De casibus virorum illustrium de Boccace ; il partage avec d'autres protagonistes le fait d'avoir connu un retournement de fortune après une période faste ; il symbolise la gloire éphémère et toujours fragile.
Il est aussi le personnage principal d'un roman de Harry Turtledove, historien spécialiste de l'Empire byzantin, également auteur d'uchronies, intitulé Justinian.